# Liste der Biografien/Friedr
Liste der Biografien |
Portal Biografien |
Personensuche
# |
A |
B |
C |
D |
E |
F |
G |
H |
I |
J |
K |
L |
M |
N |
O |
P |
Q |
R |
S |
T |
U |
V |
W |
X |
Y |
Z |
?
 
Fa |
Fe |
Ff |
Fh |
Fi |
Fj |
Fk |
Fl |
Fm |
Fn |
Fo |
Fr |
Ft |
Fu |
Fy
 
Fra |
Frc |
Fre |
Frg |
Fri |
Frk |
Frl |
Fro |
Frr |
Fru |
Fry
 
Fria |
Frib |
Fric |
Frid |
Frie |
Frig |
Frih |
Frii |
Frij |
Frik |
Fril |
Frim |
Frin |
Frio |
Frip |
Frir |
Fris |
Frit |
Friv |
Friz
 
Frieb |
Fried |
Frief |
Frieg |
Frieh |
Friel |
Friem |
Frien |
Frier |
Fries |
Friet |
Friew |
Friez
 
Frieda |
Friedb |
Friede |
Friedh |
Friedi |
Friedj |
Friedk |
Friedl |
Friedm |
Friedr |
Frieds |
Friedt |
Friedw
Die Liste der Biografien führt alle Personen auf, die in der deutschsprachigen Wikipedia einen Artikel haben. Dieses ist eine Teilliste mit 739 Einträgen von Personen, deren Namen mit den Buchstaben „Friedr“ beginnt.

## Friedr

### Friedre
- Friedreich, Adam († 1859), deutscher Jurist und Politiker
- Friedreich, Johann Baptist (1796–1862), deutscher Gerichtsmediziner
- Friedreich, Nicolaus (1825–1882), deutscher Pathologe und Internist in Würzburg und Heidelberg
- Friedreich, Nicolaus Anton (1761–1836), deutscher Mediziner

### Friedri

#### Friedric

##### Friedrich
- Friedrich, deutscher Missionsbischof
- Friedrich, Familienmitglied der Staufer
- Friedrich, Bischof von Zeitz
- Friedrich, Pfalzgraf in Schwaben und Graf im Riesgau
- Friedrich, Graf von Saarbrücken
- Friedrich († 1162), Pfalzgraf von Tübingen (1152–1162)
- Friedrich († 1387), Bischof von Chiemsee
- Friedrich († 954), Erzbischof von Mainz
- Friedrich (965–1019), Graf im Moselgau und Vogt von Stablo und Malmedy
- Friedrich († 1124), Graf von Werl-Arnsberg
- Friedrich († 1189), Herzog von Böhmen
- Friedrich († 1239), Domherr und Dompropst in Hildesheim und Verden, Bischof im Bistum Schwerin
- Friedrich (1316–1356), Graf von Freiburg
- Friedrich († 1393), Herzog von Bayern-Landshut aus dem Hause Wittelsbach
- Friedrich († 1491), römisch-katholischer Geistlicher
- Friedrich, Herzog von Troppau (1452–1456)
- Friedrich († 1507), Herzog von Teschen, Rektor der Universität Wien (1477–1528)
- Friedrich (1557–1597), Pfalzgraf und Herzog von Pfalz-Parkstein
- Friedrich (1613–1670), Fürst von Anhalt-Harzgerode
- Friedrich (1615–1682), Herzog von Württemberg, Linie Neuenstadt
- Friedrich (1616–1661), Pfalzgraf und Herzog von Zweibrücken
- Friedrich (1617–1655), Landgraf von Hessen-Eschwege
- Friedrich (1640–1675), Graf Nassau-Weilburg
- Friedrich (1651–1724), Kaiserlicher Feldmarschall
- Friedrich (1673–1715), Prinz von Sachsen-Weißenfels, Herr auf Dahme, kursächsischer General
- Friedrich (1676–1751), König von SchwedenFriedrich (1676–1751)

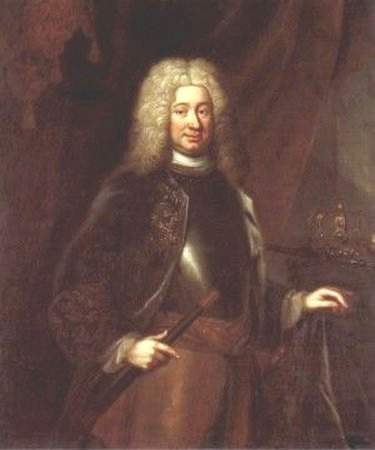
Friedrich (1676–1751)

- Friedrich (1701–1766), königlich dänischer General der Infanterie
- Friedrich (1717–1785), Herzog zu Mecklenburg
- Friedrich (1741–1812), Fürst von Anhalt-Bernburg-Schaumburg-Hoym
- Friedrich (1754–1816), König von WürttembergFriedrich (1754–1816)

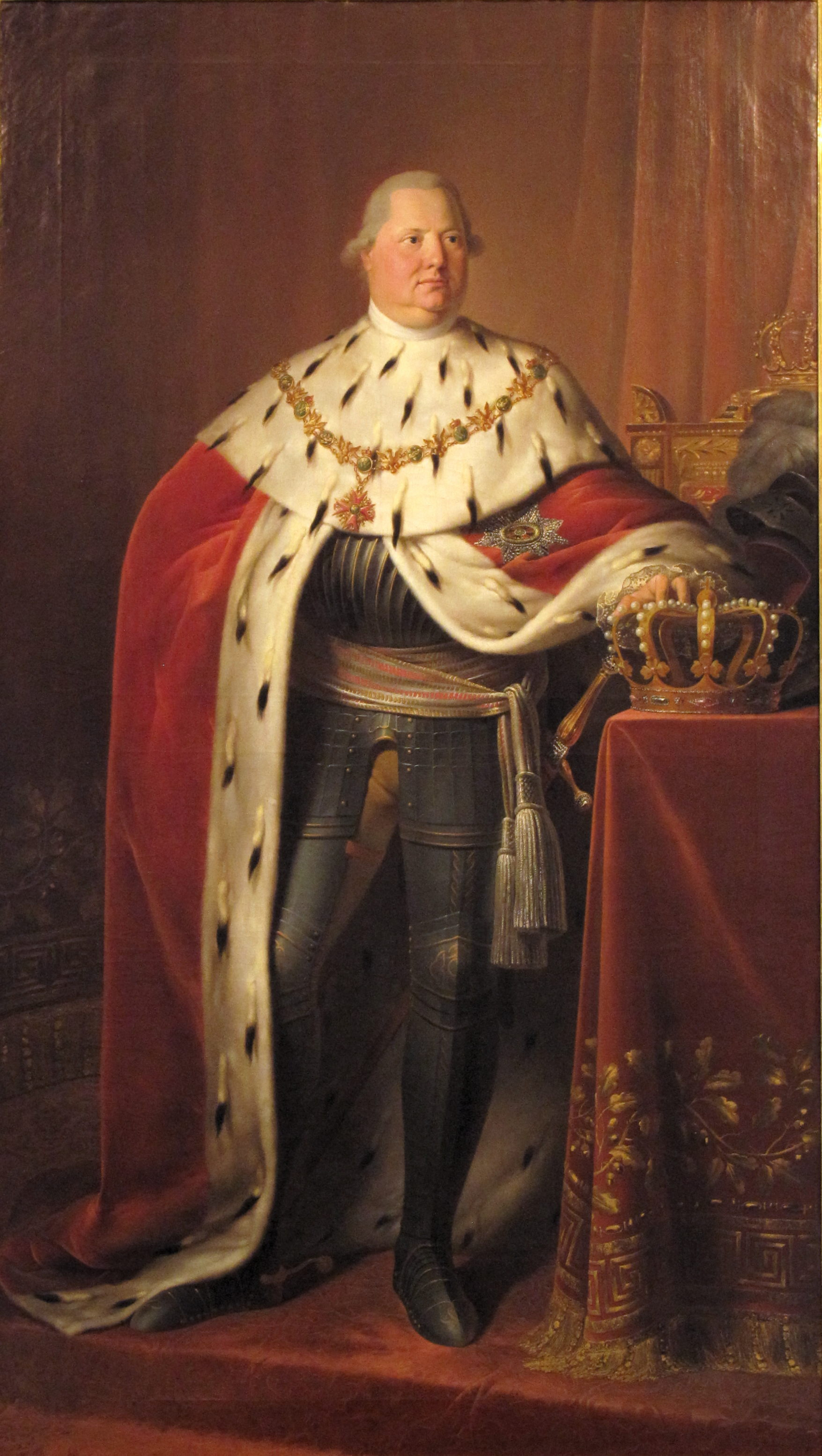
Friedrich (1754–1816)

- Friedrich (1763–1834), Herzog von Sachsen-Hildburghausen und Sachsen-Altenburg
- Friedrich (1776–1838), Fürst von Hohenzollern-Hechingen
- Friedrich (1799–1865), deutscher Standesherr
- Friedrich (1814–1885), Herzog von Schleswig-Holstein-Sonderburg-Glücksburg
- Friedrich (1865–1946), Fürst von Waldeck-Pyrmont

###### Friedrich A
- Friedrich Achilles (1591–1631), Herzog von Württemberg
- Friedrich Adolf (1667–1718), Graf von Lippe-Detmold (1697–1718)
- Friedrich Albrecht (1735–1796), deutscher Landesfürst
- Friedrich Anton (1692–1744), Fürst von Schwarzburg-Rudolstadt
- Friedrich Anton Ulrich (1676–1728), Fürst zu Waldeck und Pyrmont
- Friedrich Anton von Hohenzollern-Hechingen (1726–1812), General in österreichischen Diensten
- Friedrich Auer († 1356), Bürgermeister in Regensburg
- Friedrich August (1654–1716), Herzog von Württemberg, Linie Neuenstadt (1682–1716)
- Friedrich August (1711–1785), Fürstbischof von Lübeck, Herzog von Oldenburg
- Friedrich August (1734–1793), deutscher Landesfürst, Fürst von Anhalt-Zerbst
- Friedrich August (1738–1816), deutscher Fürst und erster Herzog von Nassau
- Friedrich August (1740–1805), Herzog von Braunschweig, Herzog von Oels (ab 1792)
- Friedrich August (1852–1931), letzter Großherzog von Oldenburg
- Friedrich August I. (1750–1827), Kurfürst und König von Sachsen, Herzog von Warschau
- Friedrich August II. (1797–1854), König von Sachsen (1836–1854)
- Friedrich August III. (1865–1932), König von Sachsen (1904–1918)Friedrich August III. (1865–1932)

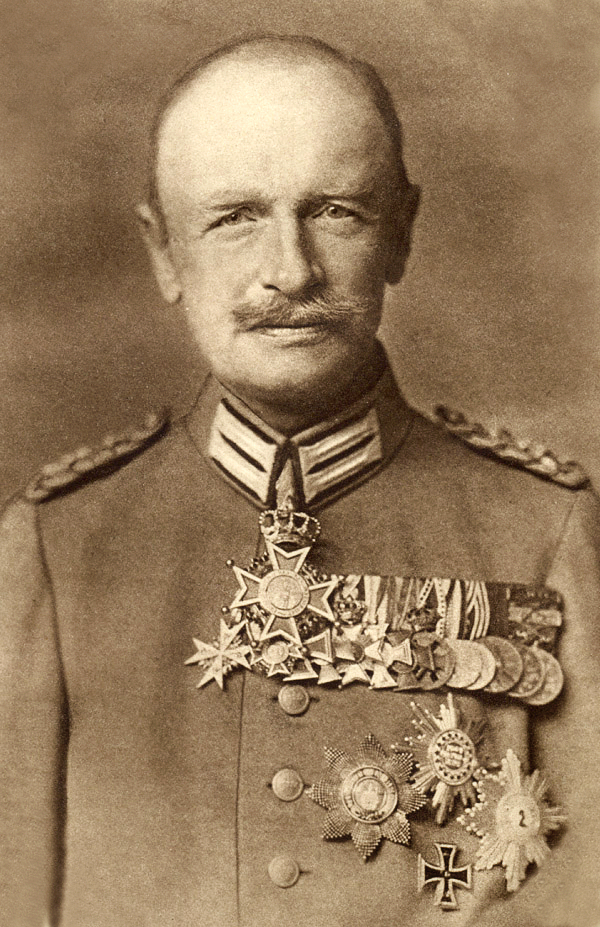
Friedrich August III. (1865–1932)

- Friedrich August von Anhalt-Dessau (1799–1864), Prinz von Anhalt-Dessau
- Friedrich August von Hanau (1864–1940), Sohn des Prinzen Friedrich Wilhelm von Hanau
- Friedrich August von Sachsen-Eisenach (1663–1684), Erbprinz von Sachsen-Eisenach und kurbayerischer Oberst

###### Friedrich B
- Friedrich Bernhard (1697–1739), Pfalzgraf von Zweibrücken-Birkenfeld zu Gelnhausen

###### Friedrich C
- Friedrich Casimir (1591–1658), Graf von Ortenburg
- Friedrich Casimir (1623–1685), Graf von Hanau-Lichtenberg und Hanau-Münzenberg
- Friedrich Christian (1655–1728), Graf von Schaumburg-Lippe
- Friedrich Christian (1708–1769), Markgraf von Brandenburg-Bayreuth
- Friedrich Christian (1722–1763), Kurfürst von SachsenFriedrich Christian (1722–1763)

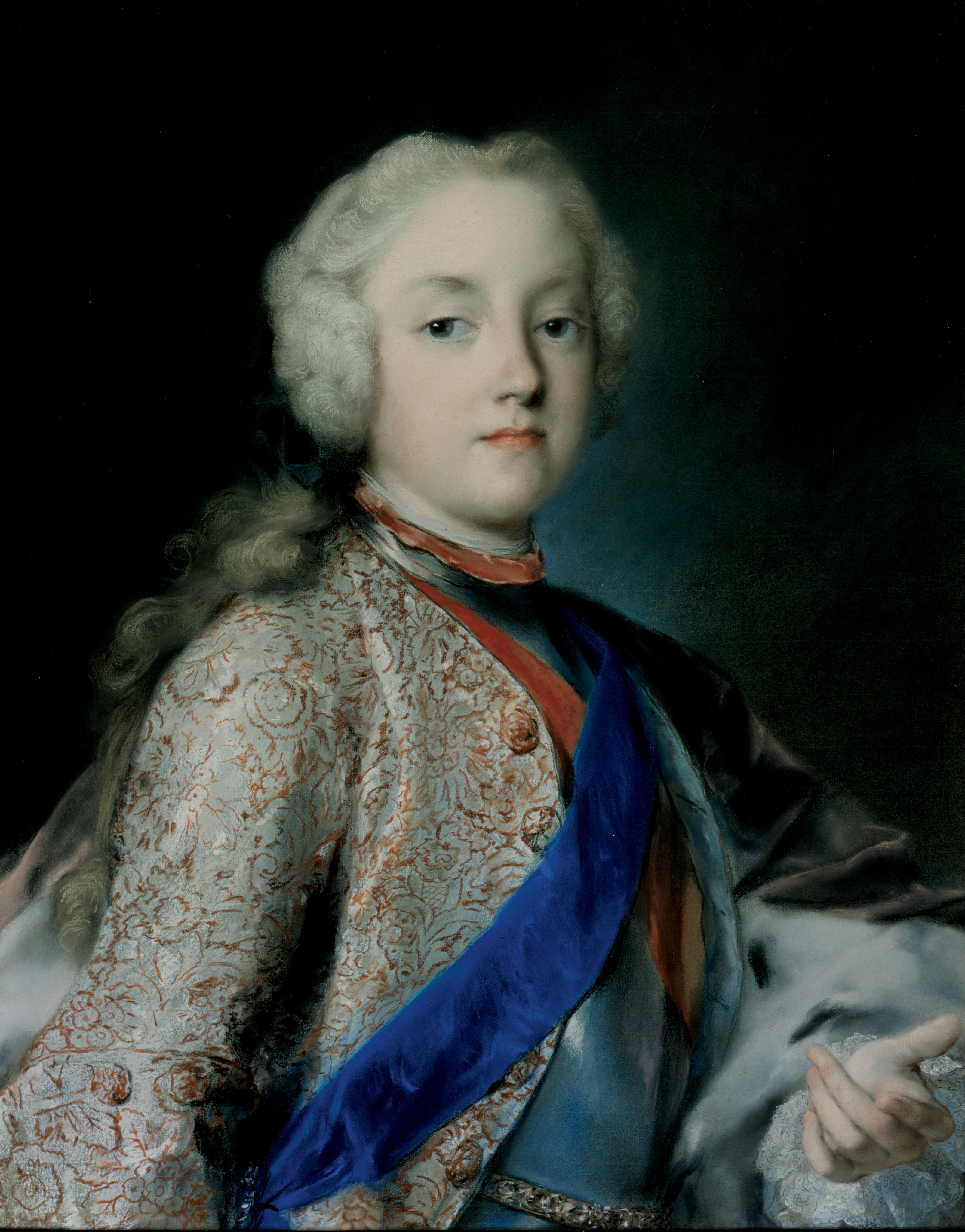
Friedrich Christian (1722–1763)

- Friedrich Christian I. (1721–1794), Herzog von Schleswig-Holstein-Sonderburg-Augustenburg
- Friedrich Christian II. (1765–1814), Herzog von Schleswig-Holstein-Sonderburg-Augustenburg

###### Friedrich D
- Friedrich der Jüngere († 1463), Markgraf von Brandenburg; Herr der Altmark
- Friedrich der Kleine (1273–1316), Markgraf von Dresden
- Friedrich der Schöne (1289–1330), Herzog von Österreich, römisch-deutscher König
- Friedrich der Straßburger († 1365), Graf von Hohenzollern

###### Friedrich E
- Friedrich Eberhard (1672–1737), Graf zu Hohenlohe-Kirchberg
- Friedrich Emil August von Schleswig-Holstein-Sonderburg-Augustenburg (1800–1865), Prinz und Fürst von Noer
- Friedrich Erdmann (1731–1797), deutscher Adliger, Herzog von Anhalt-Köthen
- Friedrich Erdmann von Sachsen-Merseburg (1691–1714), Prinz von Sachsen-Merseburg
- Friedrich Ernst (1671–1723), Graf und Präsident des Reichskammergerichtes
- Friedrich Ernst (1750–1794), Graf von Hohenlohe-Langenburg, Prinz, Offizier
- Friedrich Ernst von Brandenburg-Kulmbach (1703–1762), Statthalter von Schleswig-Holstein
- Friedrich Eugen (1732–1797), Herzog von Württemberg

###### Friedrich F
- Friedrich Ferdinand (1654–1705), Herzog von Württemberg-Weiltingen
- Friedrich Ferdinand (1855–1934), Herzog von Schleswig-Holstein-Sonderburg-Glücksburg
- Friedrich Ferdinand Constantin von Sachsen-Weimar-Eisenach (1758–1793), sächsischer Generalmajor
- Friedrich Ferdinand Leopold von Österreich (1821–1847), österreichischer Erzherzog
- Friedrich Franz I. (1756–1837), Großherzog von Mecklenburg (1785–1837) im Landesteil Mecklenburg-Schwerin
- Friedrich Franz II. (1823–1883), Großherzog von Mecklenburg in Mecklenburg-Schwerin (1842–1883)Friedrich Franz II. (1823–1883)

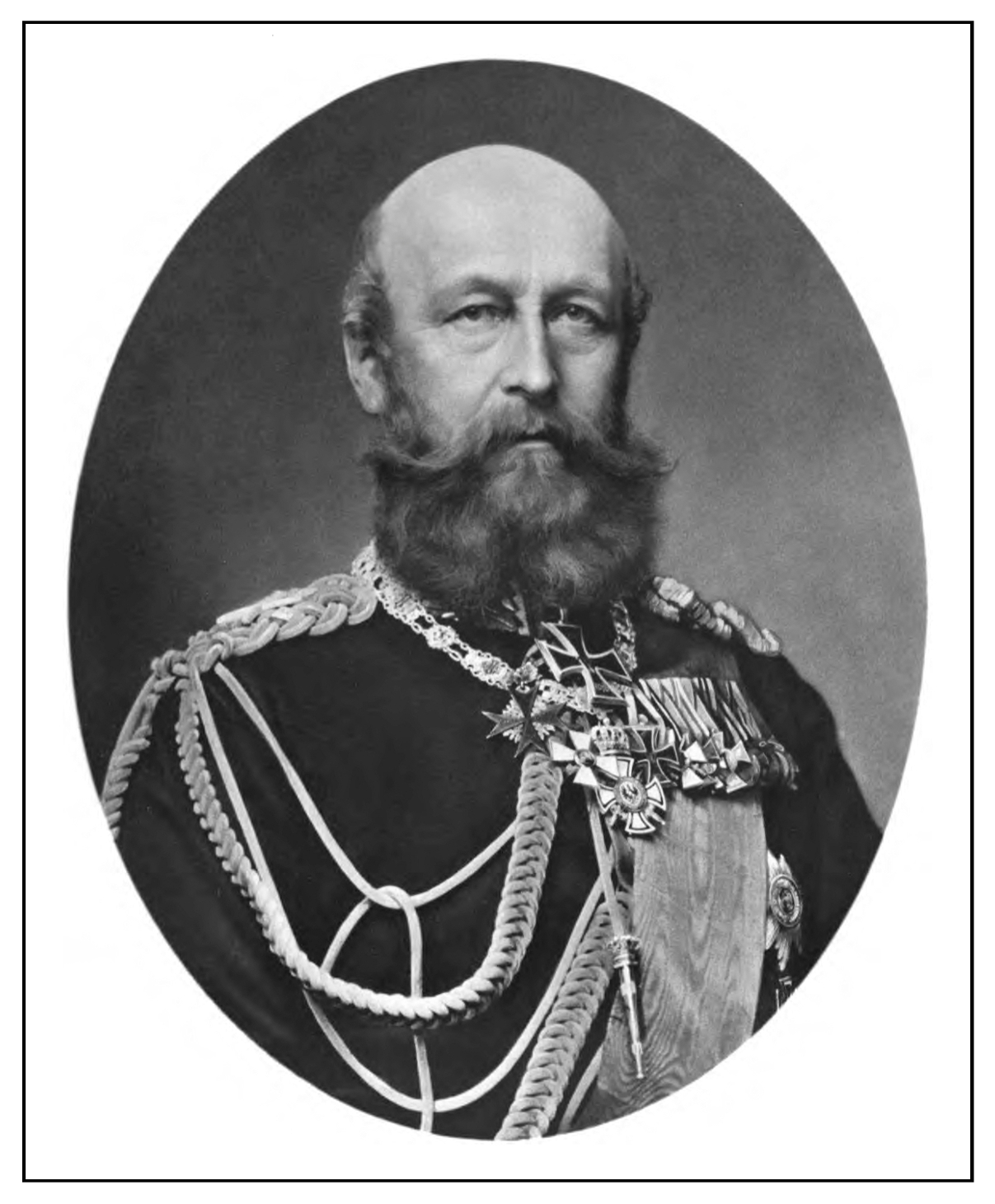
Friedrich Franz II. (1823–1883)

- Friedrich Franz III. (1851–1897), Großherzog von Mecklenburg in Mecklenburg-Schwerin (1883–1897)
- Friedrich Franz IV. (1882–1945), Großherzog zu Mecklenburg in Mecklenburg-Schwerin (1897–1918)
- Friedrich Franz von Braunschweig-Wolfenbüttel (1732–1758), Prinz aus dem Haus der Welfen, preußischer Generalmajor
- Friedrich Franz Xaver von Hohenzollern-Hechingen (1757–1844), österreichischer Feldmarschall

###### Friedrich G
- Friedrich Günther (1793–1867), Fürst von Schwarzburg-Rudolstadt

###### Friedrich H
- Friedrich Heinrich (1584–1647), Statthalter der Vereinigten Niederlande
- Friedrich Heinrich (1668–1713), Herzog von Sachsen-Zeitz-Pegau-Neustadt, Erbprinz von Sachsen-Zeitz
- Friedrich Heinrich (1709–1788), Markgraf von Brandenburg-Schwedt
- Friedrich Heinrich Eugen von Anhalt-Dessau (1705–1781), Chefs des Korps des preußischen Husarenregiments 1
- Friedrich Heinrich Prinz von Preußen (1874–1940), preußischer Offizier und Angehöriger des Hauses Hohenzollern
- Friedrich Heinrich Wilhelm (1747–1779), Herzog von Schleswig-Holstein-Sonderburg-Glücksburg

###### Friedrich I
- Friedrich I., Stiftspropst von Berchtesgaden
- Friedrich I. († 978), Herzog von Oberlothringen, Graf von Bar
- Friedrich I. († 991), Erzbischof von Salzburg
- Friedrich I., Graf von ZollernFriedrich I.

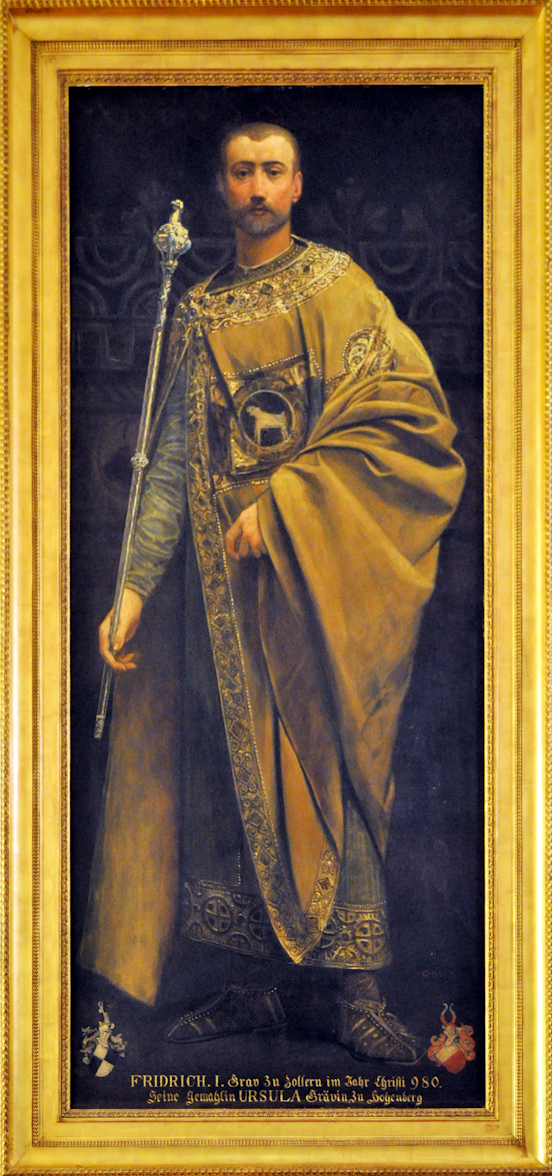
Friedrich I.

- Friedrich I., Graf von Vianden, Vogt von Prüm und Untervogt von Trier
- Friedrich I. († 1152), Erzbischof von Magdeburg (1142–1152)
- Friedrich I. († 1282), Graf von Rietberg
- Friedrich I., Graf
- Friedrich I. († 1327), Graf von Veldenz
- Friedrich I. († 1365), Graf aus dem Geschlecht Weimar-Orlamünde
- Friedrich I. († 1529), Edler Herr von Diepholz
- Friedrich I. († 1084), deutscher römisch-katholischer Geistlicher; Bischof von Münster (1064–1084)
- Friedrich I. († 1105), Herzog von Schwaben
- Friedrich I. († 1179), Bischof von Prag
- Friedrich I. († 1190), Kaiser des Heiligen Römischen ReichesFriedrich I. († 1190)

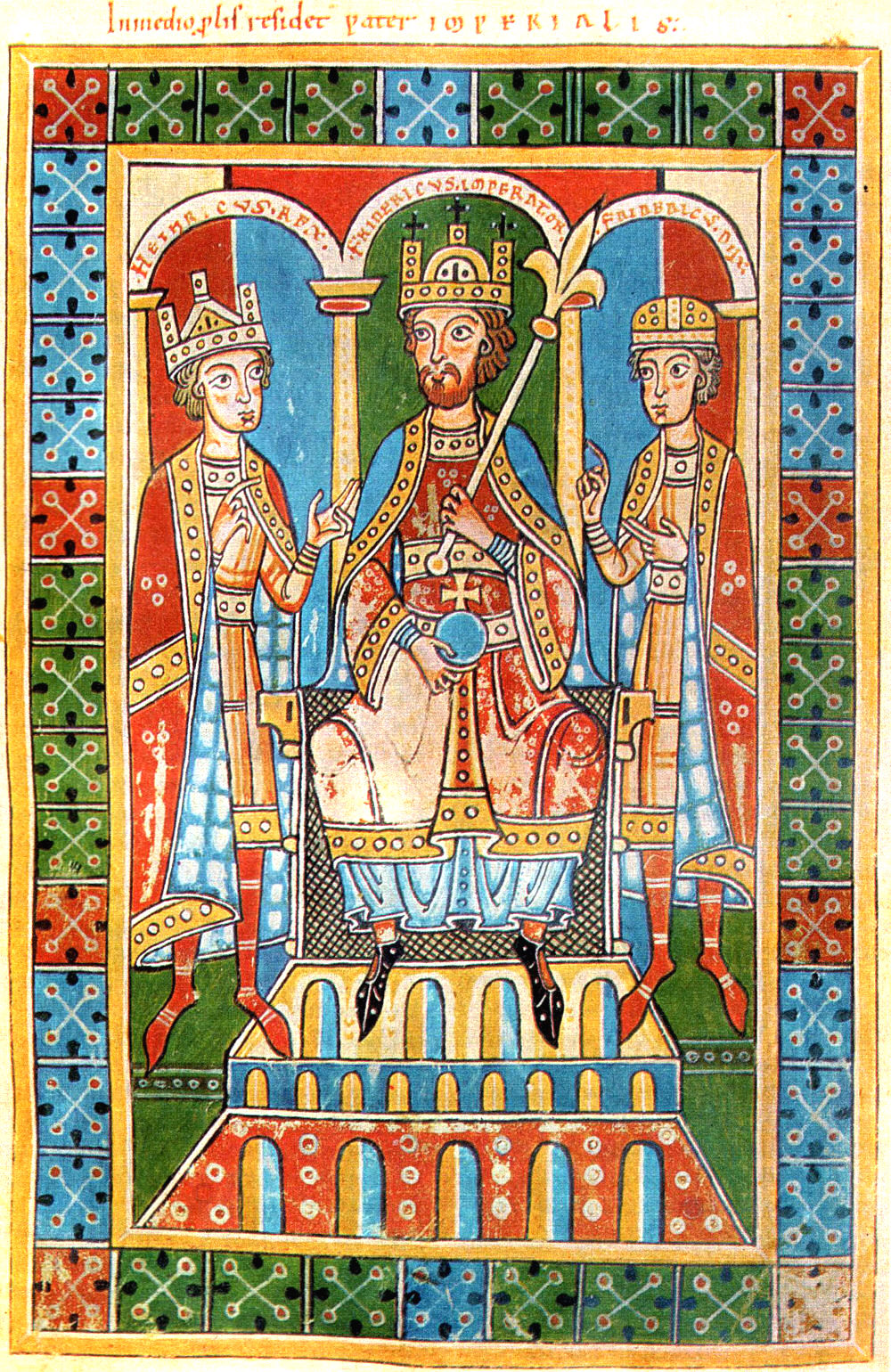
Friedrich I. († 1190)

- Friedrich I. († 1201), Burggraf von Nürnberg
- Friedrich I. († 1207), Herzog von Lothringen
- Friedrich I. († 1218), Markgraf von Baden
- Friedrich I. († 1198), Herzog von Österreich
- Friedrich I. († 1296), zweiter Graf von Fürstenberg
- Friedrich I. (1257–1323), Markgraf von Meißen und Landgraf von Thüringen
- Friedrich I. († 1359), Graf von Cilli
- Friedrich I. († 1355), Herzog von Athen und Neopatria
- Friedrich I. († 1400), Herzog zu Braunschweig und Lüneburg und deutscher Gegenkönig
- Friedrich I. (1370–1428), Kurfürst von Sachsen, Markgraf von Meißen
- Friedrich I. († 1440), Kurfürst von Brandenburg, Burggraf von Nürnberg, Markgraf von Brandenburg-Ansbach, Markgraf von Brandenburg-Kulmbach
- Friedrich I. (1417–1480), Pfalzgraf und Herzog von Pfalz-Simmern-Sponheim und Veldenz
- Friedrich I. (1425–1476), Kurfürst von der Pfalz
- Friedrich I. (1446–1488), Herzog von Liegnitz, Oberlandeshauptmann von Schlesien, Landvogt der Oberlausitz
- Friedrich I. (1452–1504), König von Neapel
- Friedrich I. (1471–1533), König von Dänemark und Norwegen sowie Herzog von Schleswig-Holstein-Gottorf
- Friedrich I. (1557–1608), Graf von Mömpelgard und sechster Herzog von Württemberg
- Friedrich I. (1585–1638), Begründer des Adelsgeschlechts Hessen-Homburg
- Friedrich I. (1646–1691), Herzog von Sachsen-Gotha und Altenburg (1675–1691)
- Friedrich I. (1657–1713), König in Preußen, Kurfürst von BrandenburgFriedrich I. (1657–1713)

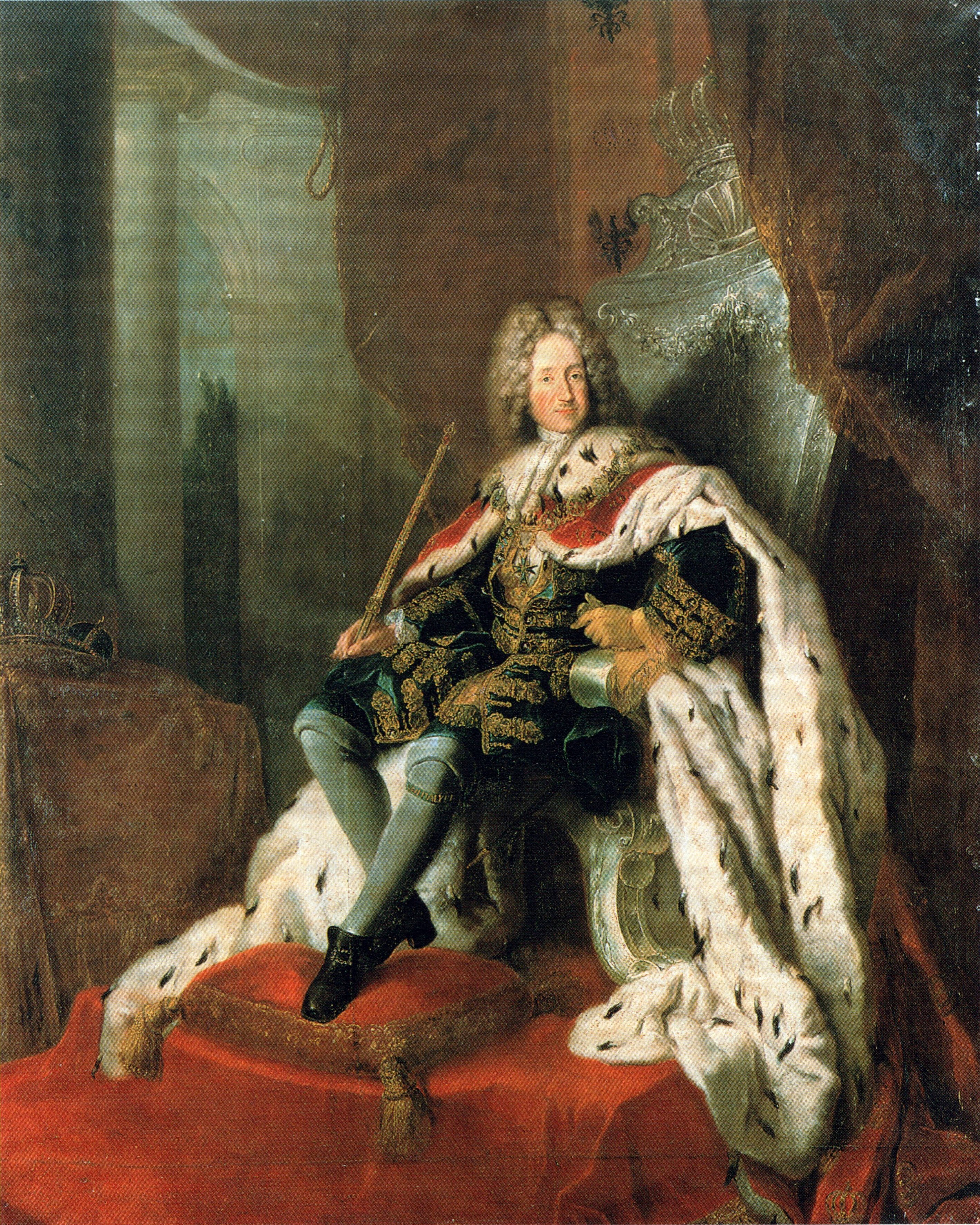
Friedrich I. (1657–1713)

- Friedrich I. (1826–1907), Großherzog von Baden (1856–1907)
- Friedrich I. (1831–1904), Herzog von Anhalt, preußischer General der Infanterie
- Friedrich I. Spät von Faimingen († 1331), Bischof von Augsburg
- Friedrich I. von Brehna († 1182), Graf von Brehna
- Friedrich I. von Bremen († 1123), Bremer Erzbischof
- Friedrich I. von Goseck († 1042), Graf von Goseck; Graf von Merseburg; Pfalzgraf von Sachsen (1038–1042)
- Friedrich I. von Haunstadt, Fürstbischof von Eichstätt
- Friedrich I. von Lebus, Bischof von Lebus (1305–1311)
- Friedrich I. von Lichtenberg († 1306), Bischof von Straßburg
- Friedrich I. von Pfirt, erster Graf von Pfirt
- Friedrich I. von Regensburg (1005–1075), Graf von Dießen-Andechs
- Friedrich I. von Schwarzenburg († 1131), Erzbischof des Erzbistums Köln
- Friedrich I. von Torgau († 1283), Bischof von Merseburg, Weihbischof in Naumburg
- Friedrich I. von Truhendingen, Graf, Erbe der Andechs-Meranier, Ahnherr
- Friedrich I. von Utrecht († 838), Bischof von Utrecht und Heiliger
- Friedrich I. von Vaudémont (1368–1415), Graf von Vaudémont, Herr von Rumigny (Rümmingen), Martigny, Aubenton, Boves und Joinville
- Friedrich I. von Wettin († 1017), Graf im Gau Quezizi
- Friedrich I. zu Castell, deutscher Landesherr
- Friedrich II. († 1026), Graf von Bar und Herzog von Lothringen
- Friedrich II. († 1213), Herzog von Lothringen
- Friedrich II. († 1237), Graf von Leiningen, geborener Graf von Saarbrücken
- Friedrich II. († 1322), Graf von Rietberg
- Friedrich II. († 1333), Markgraf von Baden
- Friedrich II. (1090–1147), Herzog von Schwaben
- Friedrich II., Graf von Zollern
- Friedrich II. († 1187), Graf von Niedersalm und Vianden
- Friedrich II. (1194–1250), Kaiser des Heiligen Römischen ReichesFriedrich II. (1194–1250)

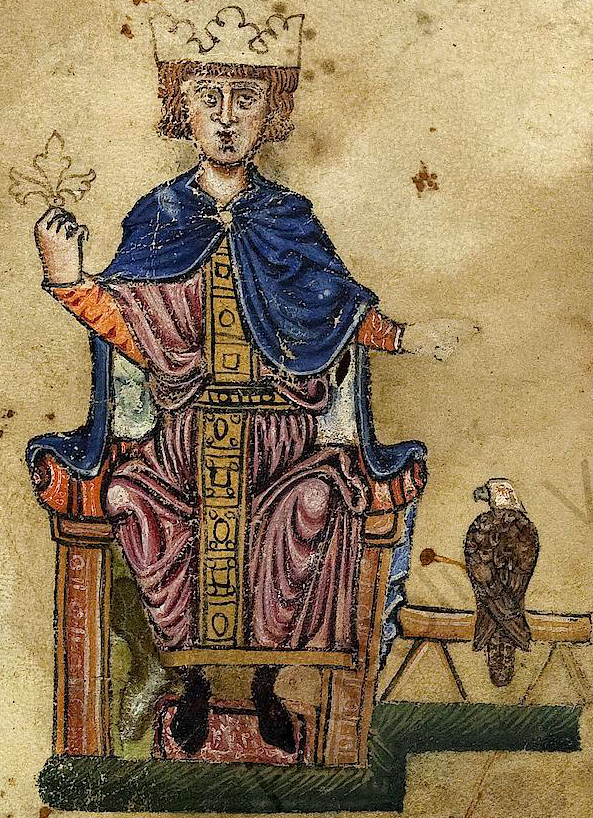
Friedrich II. (1194–1250)

- Friedrich II. (1211–1246), Herzog von Österreich und der Steiermark
- Friedrich II. († 1337), König von Sizilien
- Friedrich II. (1310–1349), Markgraf von Meißen
- Friedrich II. (1379–1454), gefürsteter Graf von Cilli
- Friedrich II. (1412–1464), Kurfürst von Sachsen
- Friedrich II. (1413–1471), Kurfürst und Markgraf von Brandenburg
- Friedrich II. (1418–1478), Fürst von Lüneburg
- Friedrich II. (1480–1547), Herzog von Liegnitz und Brieg
- Friedrich II. (1482–1556), Kurfürst von der Pfalz
- Friedrich II. (1534–1588), König von Dänemark und Norwegen (1559–1588)
- Friedrich II. (1568–1587), Herzog von Schleswig-Holstein-Gottorf (1586–1587)
- Friedrich II. (1633–1708), Landgraf von Hessen-Homburg
- Friedrich II. (1676–1732), Herzog von Sachsen-Gotha (1691–1732)
- Friedrich II. (1712–1786), König von PreußenFriedrich II. (1712–1786)

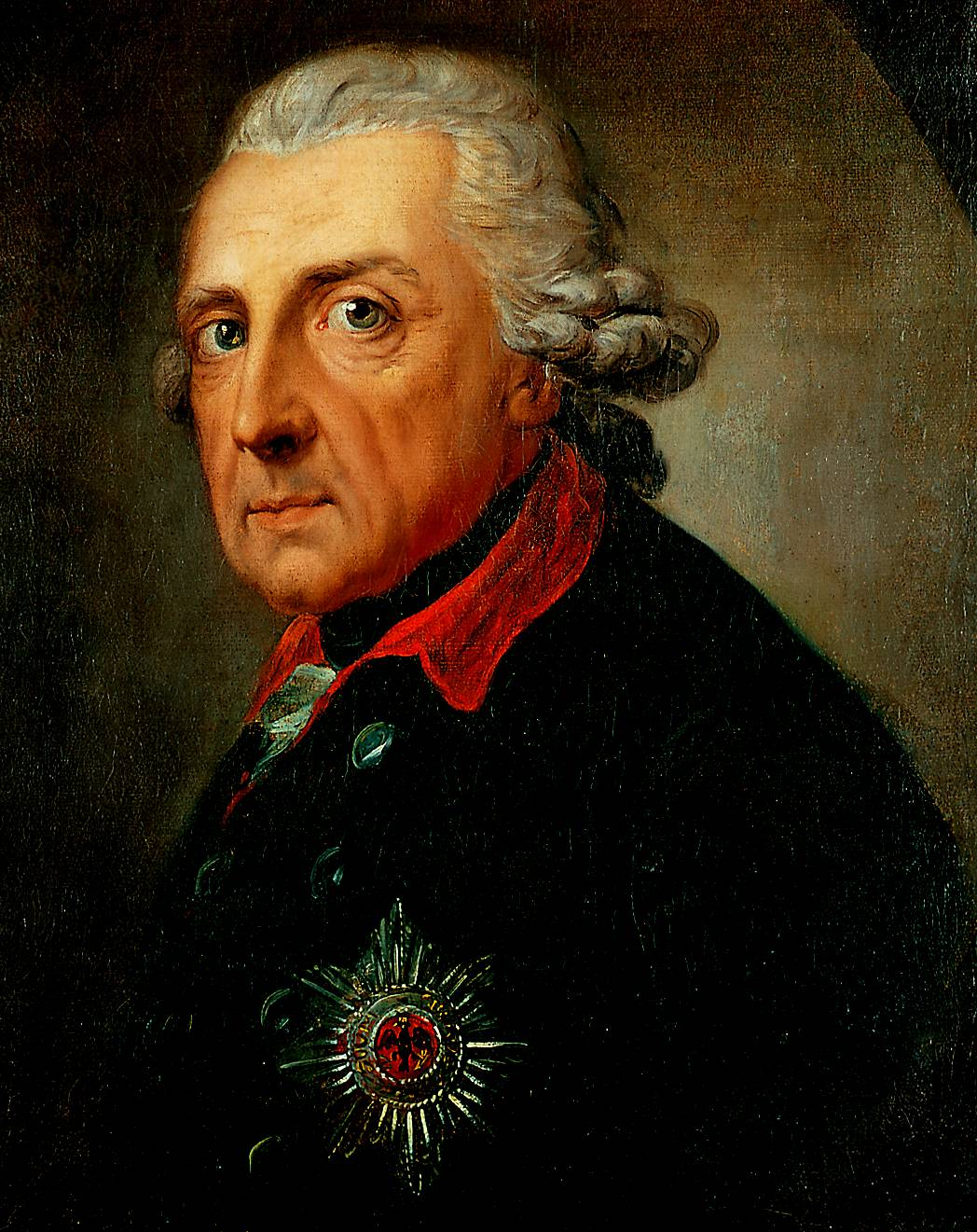
Friedrich II. (1712–1786)

- Friedrich II. (1720–1785), Landgraf von Hessen-Kassel
- Friedrich II. (1856–1918), Herzog von Anhalt
- Friedrich II. (1857–1928), Großherzog von Baden (1907–1918)
- Friedrich II. Ellinger († 1217), Stiftspropst von Berchtesgaden
- Friedrich II. von Are († 1168), deutscher römisch-katholischer Geistlicher; Bischof von Münster (1152–1168)
- Friedrich II. von Berg († 1158), Erzbischof des Erzbistums Köln
- Friedrich II. von Brehna und Wettin († 1221), Graf von Brehna (1203–1221); Burggraf von Wettin (1217–1221)
- Friedrich II. von Goseck († 1088), Graf von Goseck, Vogt von Hersfeld und Pfalzgraf von Sachsen
- Friedrich II. von Habsburg († 1344), Sohn des Habsburgers Otto des Fröhlichen/Kühnen (1301–1339) und Elisabeth von Bayern
- Friedrich II. von Hoym († 1382), katholischer Bischof von Merseburg und Erzbischof von Magdeburg
- Friedrich II. von Luxemburg († 1065), Herzog von Niederlothringen (1046–1065); Graf von Limburg (1046–1065)
- Friedrich II. von Parsberg († 1246), Fürstbischof von Eichstätt
- Friedrich II. von Parsberg († 1450), Bischof von Regensburg
- Friedrich II. von Sommerschenburg († 1162), Pfalzgraf von Sachsen
- Friedrich II. von Truhendingen († 1366), Fürstbischof des Hochstiftes Bamberg (1363 bis 1366)
- Friedrich II. von Vaudémont († 1470), Graf von Vaudémont und Herr von Joinville
- Friedrich II. von Wittelsbach († 1198), Pfalzgraf in Bayern
- Friedrich II. von Zollern (1451–1505), Bischof von Augsburg
- Friedrich III. († 1287), Graf von Leiningen
- Friedrich III. († 1444), Graf von Veldenz
- Friedrich III. († 1033), Graf von Bar, Herzog von Oberlothringen
- Friedrich III., Graf von Vianden und Vogt von Prüm
- Friedrich III. († 1297), Burggraf von Nürnberg
- Friedrich III. (1238–1302), Herzog von Oberlothringen
- Friedrich III. (1327–1353), Markgraf von Baden (1348–1353)
- Friedrich III. (1332–1381), Markgraf von Meißen, Landgraf von Thüringen
- Friedrich III. († 1377), König von Sizilien
- Friedrich III. (1347–1362), Herzog
- Friedrich III., Graf von Moers
- Friedrich III. (1415–1493), Kaiser des Heiligen Römischen ReichesFriedrich III. (1415–1493)

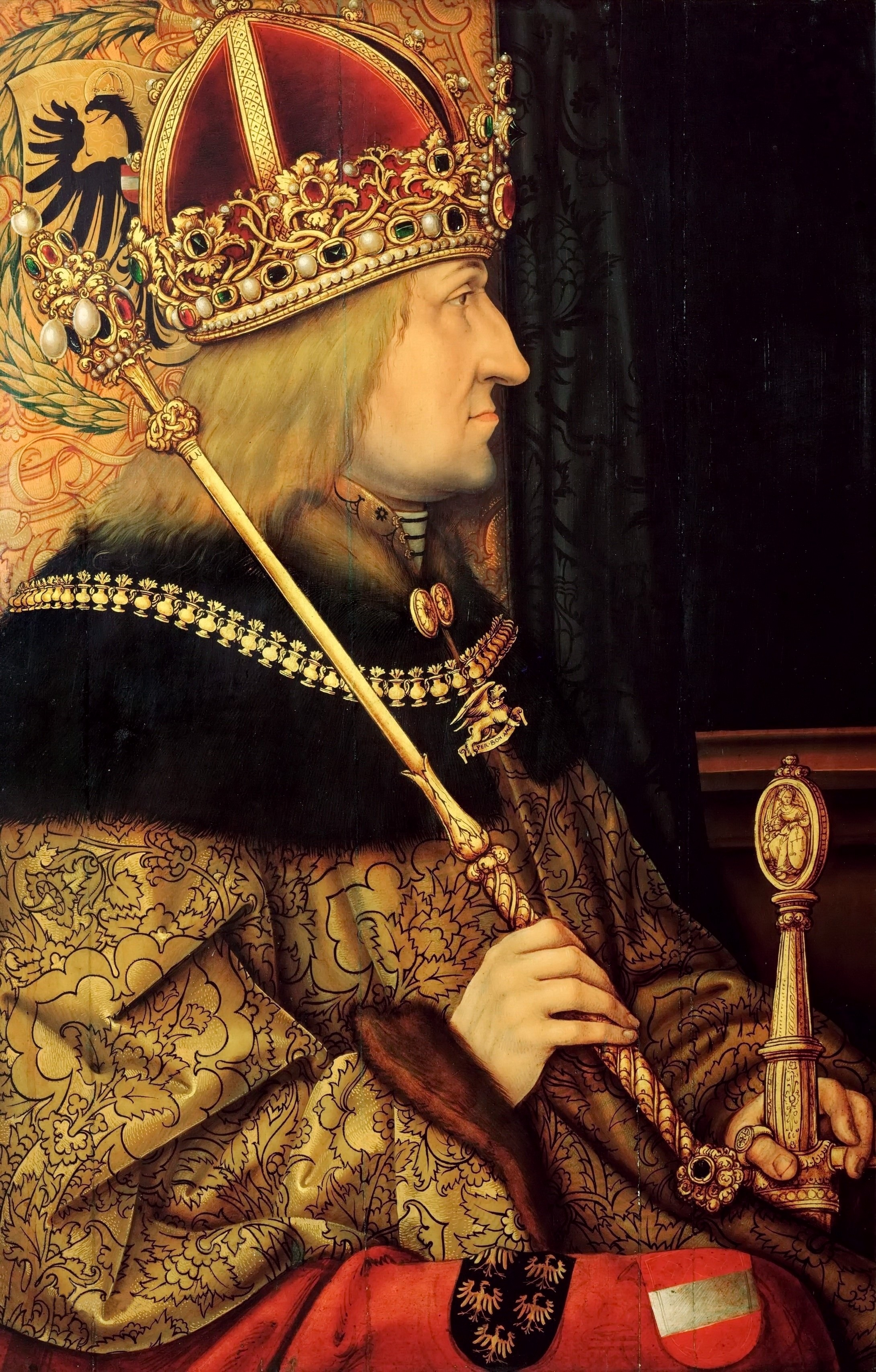
Friedrich III. (1415–1493)

- Friedrich III. (1424–1495), Herzog von Braunschweig-Lüneburg
- Friedrich III. (1463–1525), Kurfürst von Sachsen
- Friedrich III. (1515–1576), Kurfürst von der Pfalz
- Friedrich III. (1520–1570), Herzog von Liegnitz
- Friedrich III. (1597–1659), Herzog von Schleswig-Holstein-Gottorf (1616–1659)
- Friedrich III. (1609–1670), König von Dänemark und Norwegen
- Friedrich III. (1616–1634), Markgraf von Brandenburg-Ansbach
- Friedrich III. (1618–1698), Graf der Grafschaft Wied und Gründer der Stadt Neuwied
- Friedrich III. (1673–1746), Landgraf von Hessen-Homburg
- Friedrich III. (1699–1772), Herzog von Sachsen-Gotha-Altenburg (1732–1772)
- Friedrich III. (1711–1763), Markgraf von Brandenburg-Bayreuth
- Friedrich III. (1745–1794), souveräner Fürst im Fürstentum Salm-Kyrburg
- Friedrich III. (1831–1888), König von Preußen und Deutscher KaiserFriedrich III. (1831–1888)

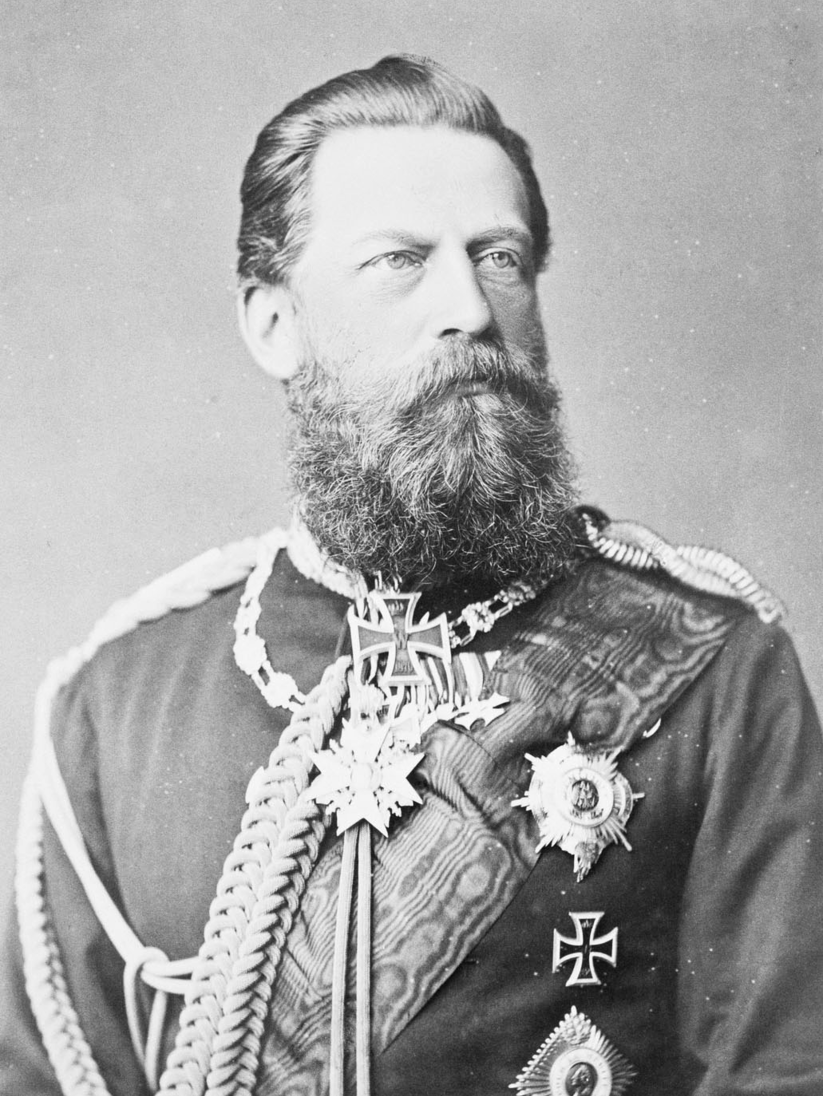
Friedrich III. (1831–1888)

- Friedrich III. von Goseck († 1085), Graf zu Putelendorf
- Friedrich III. von Leuchtenberg († 1329), Fürstbischof von Eichstätt
- Friedrich III. von Ortenburg († 1239), Stiftspropst von Berchtesgaden
- Friedrich III. von Pettendorf-Lengenfeld-Hopfenohe († 1119), Adliger
- Friedrich III. von Plankenfels († 1457), Bischof von Regensburg
- Friedrich III. von Wied († 1551), Bischof von Münster (1522–1532)
- Friedrich III. von Zollern († 1436), Bischof von Konstanz (1434–1436)
- Friedrich IV. († 1167), Herzog von Schwaben
- Friedrich IV., Burggraf von Nürnberg und Graf von Zollern
- Friedrich IV. (1282–1328), Herzog von Oberlothringen
- Friedrich IV. († 1332), Burggraf von Nürnberg
- Friedrich IV. (1382–1439), Herzog aus dem Haus Österreich bzw. Habsburg, gefürsteter Graf von Tirol, Regent der vorderösterreichischen und innerösterreichischen Herrschaften
- Friedrich IV. († 1440), Landgraf von Thüringen und Markgraf von Meißen
- Friedrich IV. († 1448), Graf von Moers
- Friedrich IV. (1552–1596), Herzog von Liegnitz, zeitweise auch Herzog von Haynau
- Friedrich IV. (1574–1610), Kurfürst von der Pfalz
- Friedrich IV. (1574–1648), Herzog zu Braunschweig und Lüneburg, Fürst von Lüneburg
- Friedrich IV. (1671–1702), Herzog von Schleswig-Holstein-Gottorf
- Friedrich IV. (1671–1730), König von Dänemark und NorwegenFriedrich IV. (1671–1730)

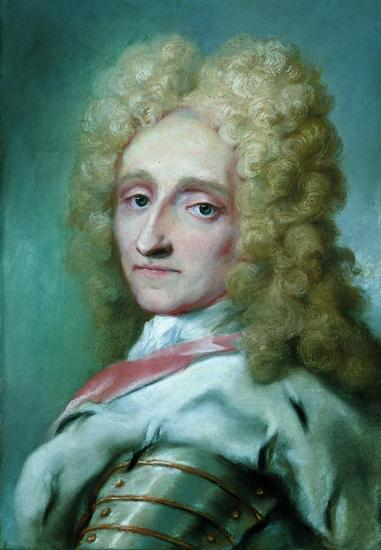
Friedrich IV. (1671–1730)

- Friedrich IV. (1724–1751), Landgraf von Hessen-Homburg
- Friedrich IV. (1774–1825), Herzog von Sachsen-Gotha und Altenburg (1822–1825)
- Friedrich IV. (1789–1859), souveräner Fürst im Fürstentum Salm
- Friedrich IV. Truchsess von Emmerberg († 1452), Erzbischof von Salzburg
- Friedrich IV. von Baden (1458–1517), deutscher römisch-katholischer Geistlicher; Bischof von Utrecht (1496–1517)
- Friedrich IV. von Goseck (1085–1125), Graf von Putelendorf, Pfalzgraf von Sachsen
- Friedrich IV. von Oettingen († 1415), Fürstbischof von Eichstätt
- Friedrich IV. von Wied († 1568), Erzbischof des Erzbistums Köln
- Friedrich IX., Graf von Hohenzollern

###### Friedrich J
- Friedrich Johann Nepomuk zu Schwarzenberg (1774–1795), österreichischer Adeliger und Offizier
- Friedrich Josias von Sachsen-Coburg-Saalfeld (1737–1815), Prinz von Sachsen-Coburg-Saalfeld, Reichsgeneralfeldmarschall und kaiserlicher Feldmarschall

###### Friedrich K
- Friedrich Karl (1652–1698), Herzog von Württemberg-Winnental
- Friedrich Karl (1706–1761), Herzog des Herzogtums Schleswig-Holstein-Plön
- Friedrich Karl (1736–1793), deutscher Naturaliensammler, Fürst von Schwarzburg-Rudolstadt
- Friedrich Karl (1741–1809), Fürst zu Wied, Graf zu Isenburg
- Friedrich Karl August (1706–1781), Ritter
- Friedrich Karl August (1743–1812), Fürst von Waldeck-Pyrmont und Fürst von Waldeck
- Friedrich Karl Ferdinand (1729–1809), Herzog von Braunschweig-Bevern, dänischer Generalfeldmarschall und Chef der jüngeren welfischen Linie Braunschweig-Wolfenbüttel-Bevern
- Friedrich Karl Ludwig (1757–1816), Herzog von Schleswig-Holstein-Sonderburg-Beck

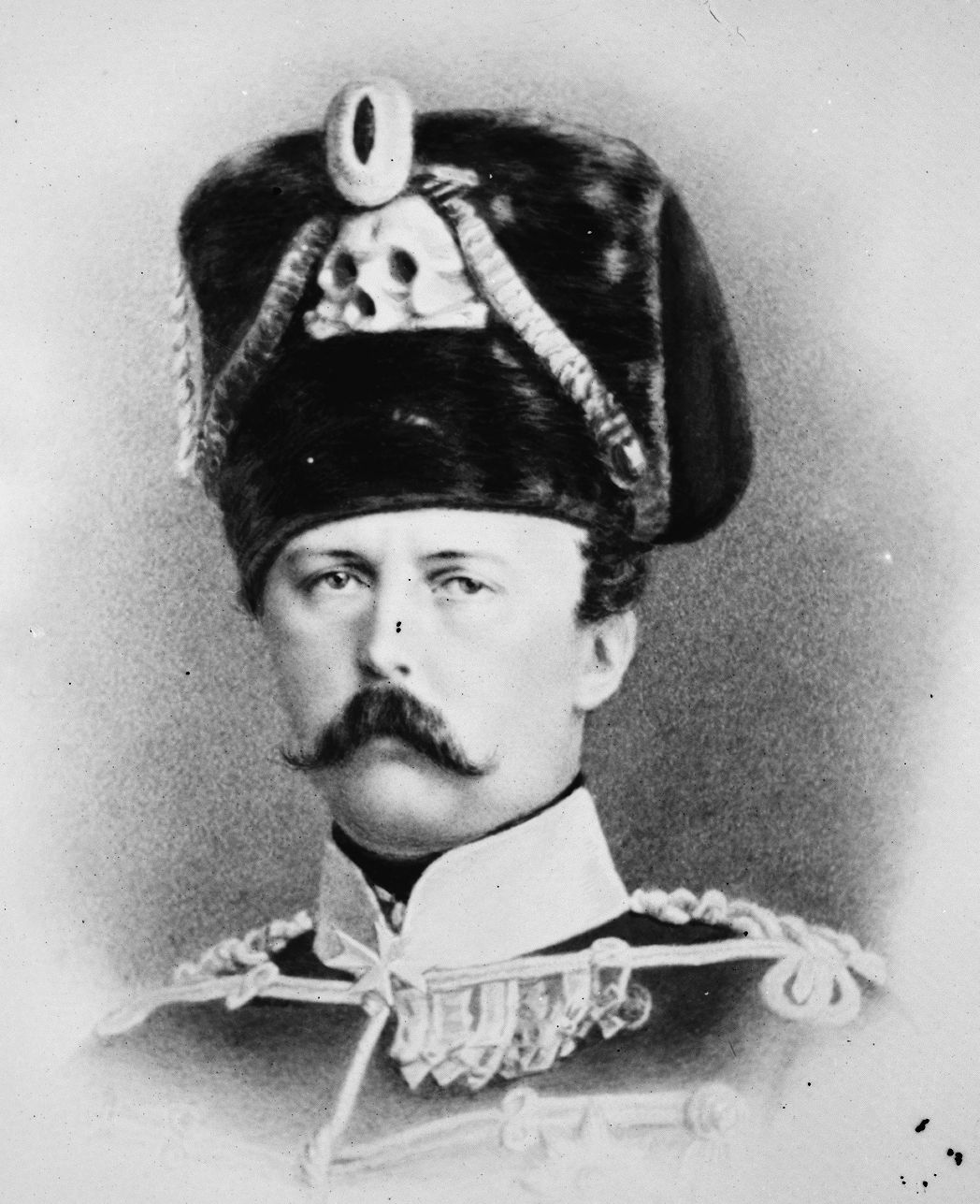
Friedrich Karl von Preußen (1828–1885)

- Friedrich Karl von Preußen (1828–1885), preußischer Prinz und GeneralfeldmarschallFriedrich Karl von Preußen (1828–1885)
- Friedrich Karl von Preußen (1893–1917), deutscher Reiter
- Friedrich Karl zu Sayn-Wittgenstein-Hohenstein (1766–1837), deutscher Fürst
- Friedrich Kasimir († 1571), Herzog von Teschen und Herzog von Bielitz
- Friedrich Kasimir (1585–1645), Herzog von Pfalz-Landsberg

###### Friedrich L
- Friedrich Leopold von Preußen (1865–1931), preußischer Prinz und Generaloberst
- Friedrich Ludwig (1619–1681), Herzog von Pfalz-Zweibrücken und Pfalz-Landsberg
- Friedrich Ludwig (1651–1728), Graf von Ottweiler
- Friedrich Ludwig (1653–1728), Herzog von Schleswig-Holstein-Sonderburg-Beck
- Friedrich Ludwig (1688–1750), Fürst von Hohenzollern-Hechingen (1730–1750)
- Friedrich Ludwig (1698–1731), Erbprinz des Hauses Württemberg
- Friedrich Ludwig (1746–1818), Fürst zu Hohenlohe-Ingelfingen und Hohenlohe-Öhringen, preußischer General der Infanterie
- Friedrich Ludwig (1778–1819), Erbprinz zu Mecklenburg, Erbgroßherzog von Mecklenburg in Mecklenburg-Schwerin, Mitglied aus dem Hause Mecklenburg-Schwerin
- Friedrich Ludwig Karl von Preußen (1773–1796), preußischer Prinz und Generalmajor
- Friedrich Ludwig von Hannover (1707–1751), Prince of WalesFriedrich Ludwig von Hannover (1707–1751)

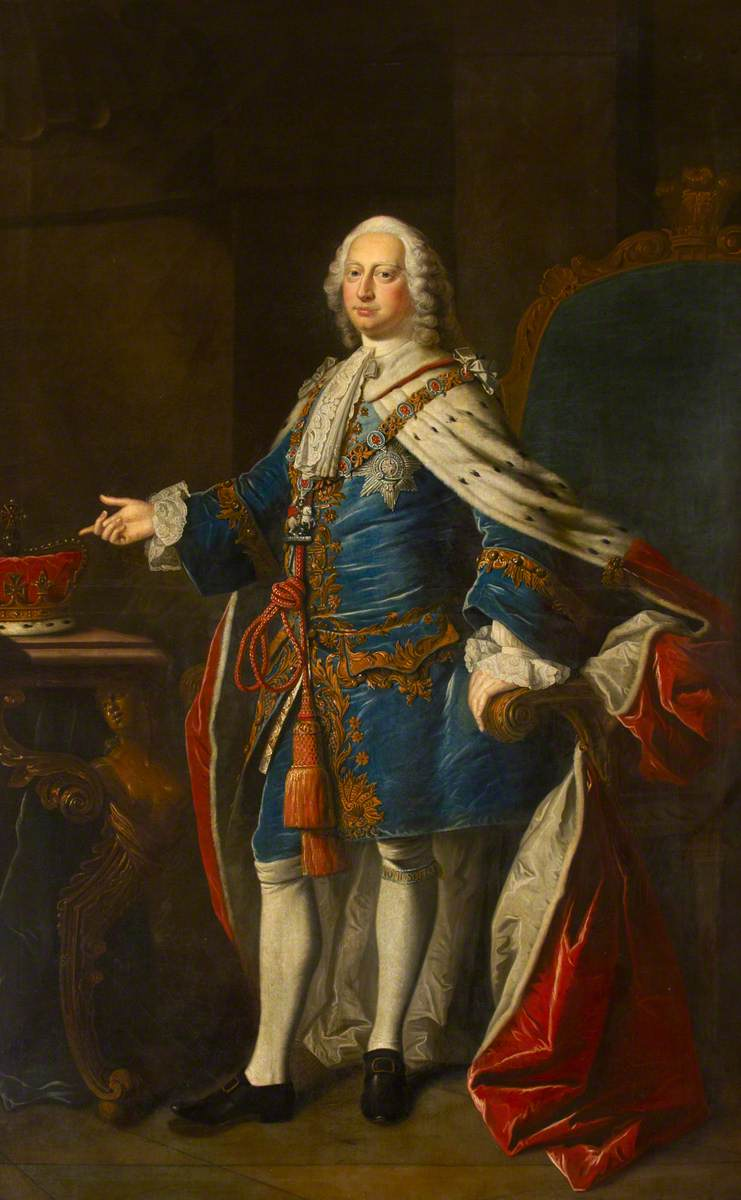
Friedrich Ludwig von Hannover (1707–1751)

- Friedrich Ludwig von Sachsen-Gotha-Altenburg (1735–1756), Erbprinz von Sachsen-Gotha-Altenburg (1735–1756)

###### Friedrich M
- Friedrich Magnus (1575–1618), regierender Graf von Erbach sowie zu Fürstenau und Reichenberg
- Friedrich Magnus I. (1521–1561), Regent und regierender Graf der Grafschaft Solms
- Friedrich Magnus II. (1711–1738), Graf und Präsident des Reichskammergerichtes
- Friedrich Michael (1724–1767), Pfalzgraf und Herzog von Pfalz-Zweibrücken-Birkenfeld
- Friedrich Moritz (1653–1710), Graf von Tecklenburg und Limburg, Herr von Rheda

###### Friedrich R
- Friedrich Rudolf (1602–1655), Graf von Fürstenberg und kaiserlicher Oberstfeldzeugmeister

###### Friedrich S
- Friedrich Süß († 1335), römisch-katholischer Geistlicher

###### Friedrich T
- Friedrich Tuta (1269–1291), Regent der Markgrafschaft Meißen

###### Friedrich U
- Friedrich Ulrich (1591–1634), Herzog zu Braunschweig-Lüneburg, Fürst von Braunschweig-Wolfenbüttel (1613–1634)
- Friedrich Ulrich Cirksena (1667–1710), holländischer Generalleutnant, Graf von Ostfriesland

###### Friedrich V
- Friedrich V. († 1289), Graf von Zollern
- Friedrich V. († 1398), Burggraf von Nürnberg und (seit 1363) Reichsfürst
- Friedrich V. (1460–1536), Markgraf von Brandenburg-Ansbach und Brandenburg-Kulmbach
- Friedrich V. (1594–1659), Markgraf von Baden-Durlach (1622–1659)
- Friedrich V. (1596–1632), Kurfürst der Pfalz, König von Böhmen (1619–1620)Friedrich V. (1596–1632)

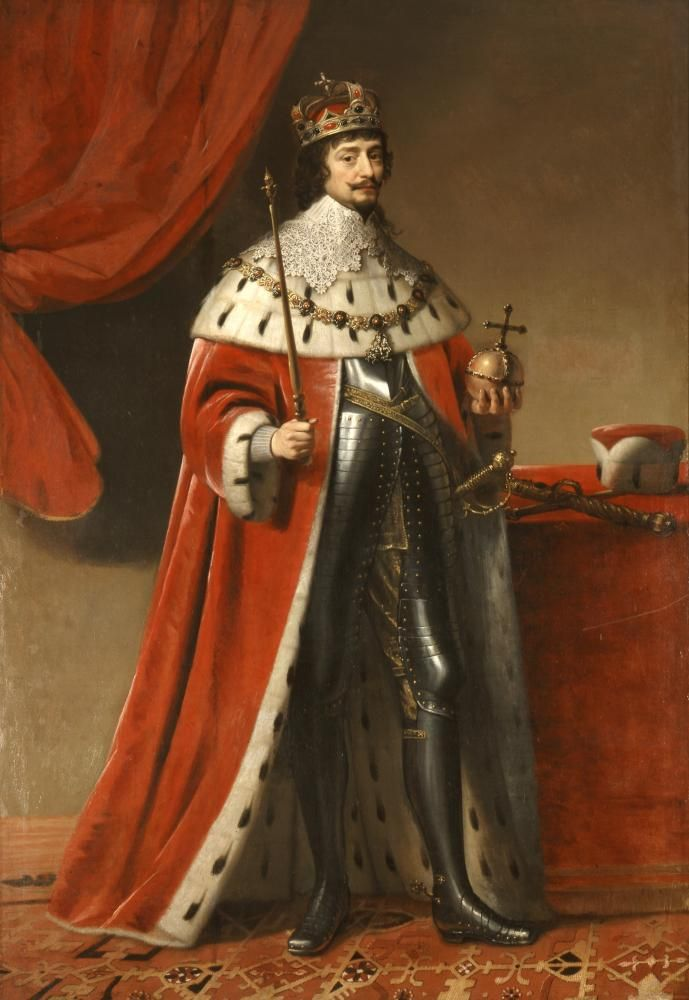
Friedrich V. (1596–1632)

- Friedrich V. (1723–1766), König von Dänemark und Norwegen
- Friedrich V. (1748–1820), Landgraf von Hessen-Homburg
- Friedrich V. (1823–1887), Wild- und Rheingraf
- Friedrich V. (Schwaben) (1164–1170), Herzog von Schwaben
- Friedrich V. von Walsee († 1408), Landmarschall von Niederösterreich
- Friedrich VI. († 1298), Graf von Zollern
- Friedrich VI. (1167–1191), Herzog von Schwaben
- Friedrich VI. (1617–1677), Markgraf von Baden-Durlach (1659–1677)
- Friedrich VI. (1768–1839), König von Dänemark und NorwegenFriedrich VI. (1768–1839)

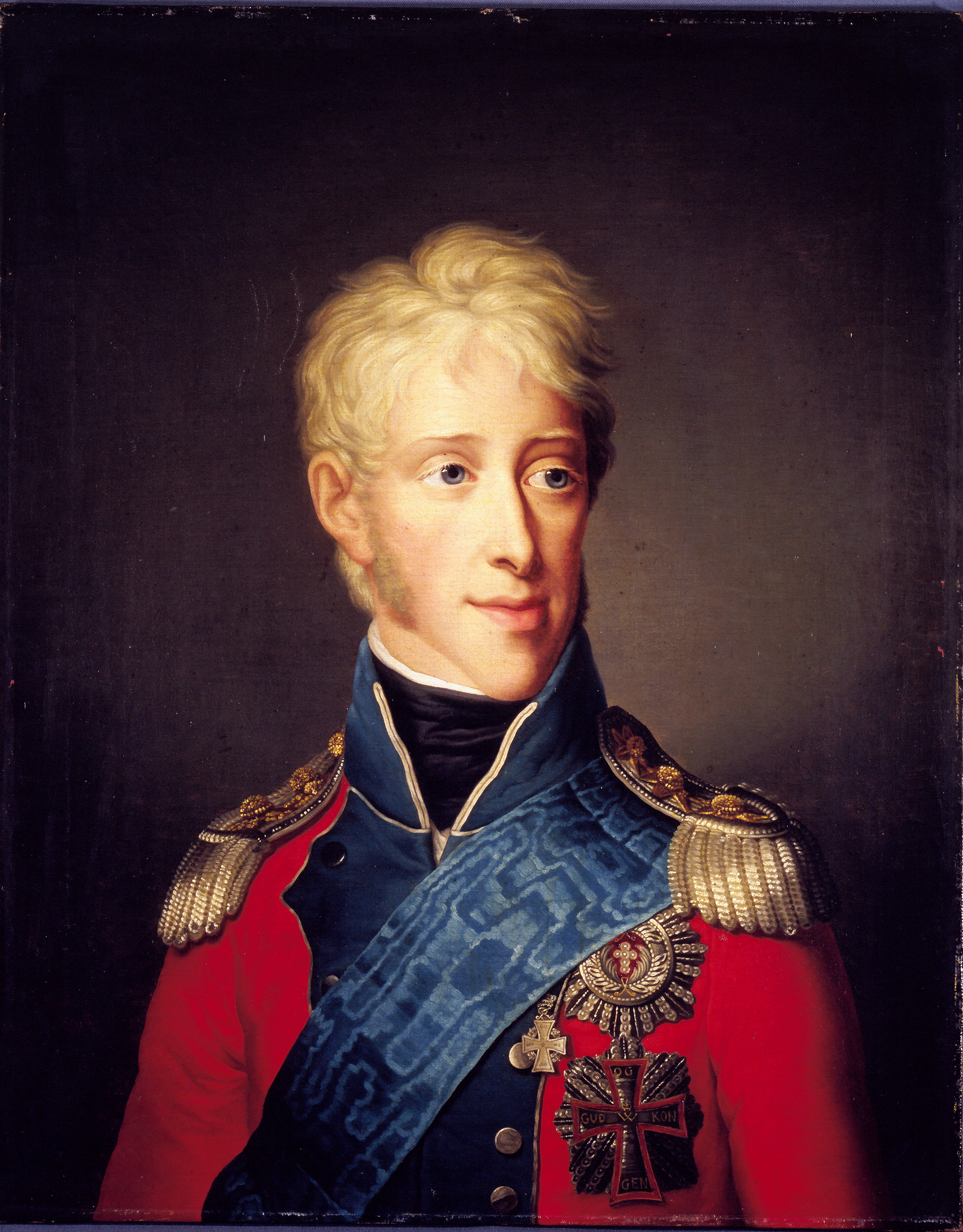
Friedrich VI. (1768–1839)

- Friedrich VI. (1769–1829), Landgraf von Hessen-Homburg
- Friedrich VI. (1845–1905), Wild- und Rheingraf
- Friedrich VI. von Walsee († 1372), Landeshauptmann der Steiermark, Landmarschall von Niederösterreich
- Friedrich VII., Graf von Zollern
- Friedrich VII. († 1436), Graf von Toggenburg
- Friedrich VII. (1808–1863), König von Dänemark (1848–1863)
- Friedrich VII. Magnus (1647–1709), Markgraf von Baden-Durlach (1677–1709)
- Friedrich VIII. († 1333), Graf von Zollern
- Friedrich VIII. (1843–1912), dänischer König Friedrich VIII. (1906–1912)
- Friedrich von Admont († 1262), salzburgischer römisch-katholischer Geistlicher
- Friedrich von Anhalt-Dessau (1769–1814), Erbprinz von Anhalt-Dessau, GeneralfeldmarschallFriedrich von Anhalt-Dessau (1769–1814)

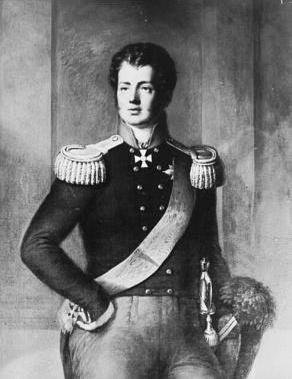
Friedrich von Anhalt-Dessau (1769–1814)

- Friedrich von Antiochia († 1256), Graf von Alba und Celano, Sohn Kaiser Friedrichs II.
- Friedrich von Baden (1756–1817), Titular-Markgraf von Baden
- Friedrich von Baden-Durlach (1703–1732), Markgraf von Baden
- Friedrich von Baden-Österreich (1249–1268), Markgraf von Baden und Verona (1250–1268); Herzog von Österreich (1250–1251)
- Friedrich von Beichlingen († 1464), Erzbischof von Magdeburg
- Friedrich von Berg-Altena, Graf von der Mark, Stammvater der Grafen von der Mark
- Friedrich von Bicken gen. Kesterburg († 1340), Domherr in Münster
- Friedrich von Bieberstein († 1360), böhmischer Freiherr, Vertrauter von Kaiser Karl IV.
- Friedrich von Blankenheim († 1423), Bischof von Straßburg und Utrecht
- Friedrich von Boizenburg († 1312), Bischof von Verden
- Friedrich von Bolanden († 1302), Bischof von Speyer
- Friedrich von Brandenburg (1530–1552), Fürsterzbischof von Magdeburg und Fürstbischof von Halberstadt
- Friedrich von Brandenburg (1588–1611), Markgraf von Brandenburg, Herrenmeister zu Sonnenburg
- Friedrich von Brandenburg-Ansbach (1497–1536), Dompropst im Würzburger Dom, Festungskommandant der Festung Marienberg (Würzburg)
- Friedrich von Brandenburg-Schwedt (1710–1741), preußischer Militär
- Friedrich von Bülow († 1375), Bischof von Schwerin
- Friedrich von Büren, Stammvater der Familie der Staufer
- Friedrich von Dänemark (1532–1556), Sohn von König Friedrich I. von Dänemark, Bischof von Hildesheim und Schleswig
- Friedrich von Dänemark (1753–1805), Prinz von DänemarkFriedrich von Dänemark (1753–1805)

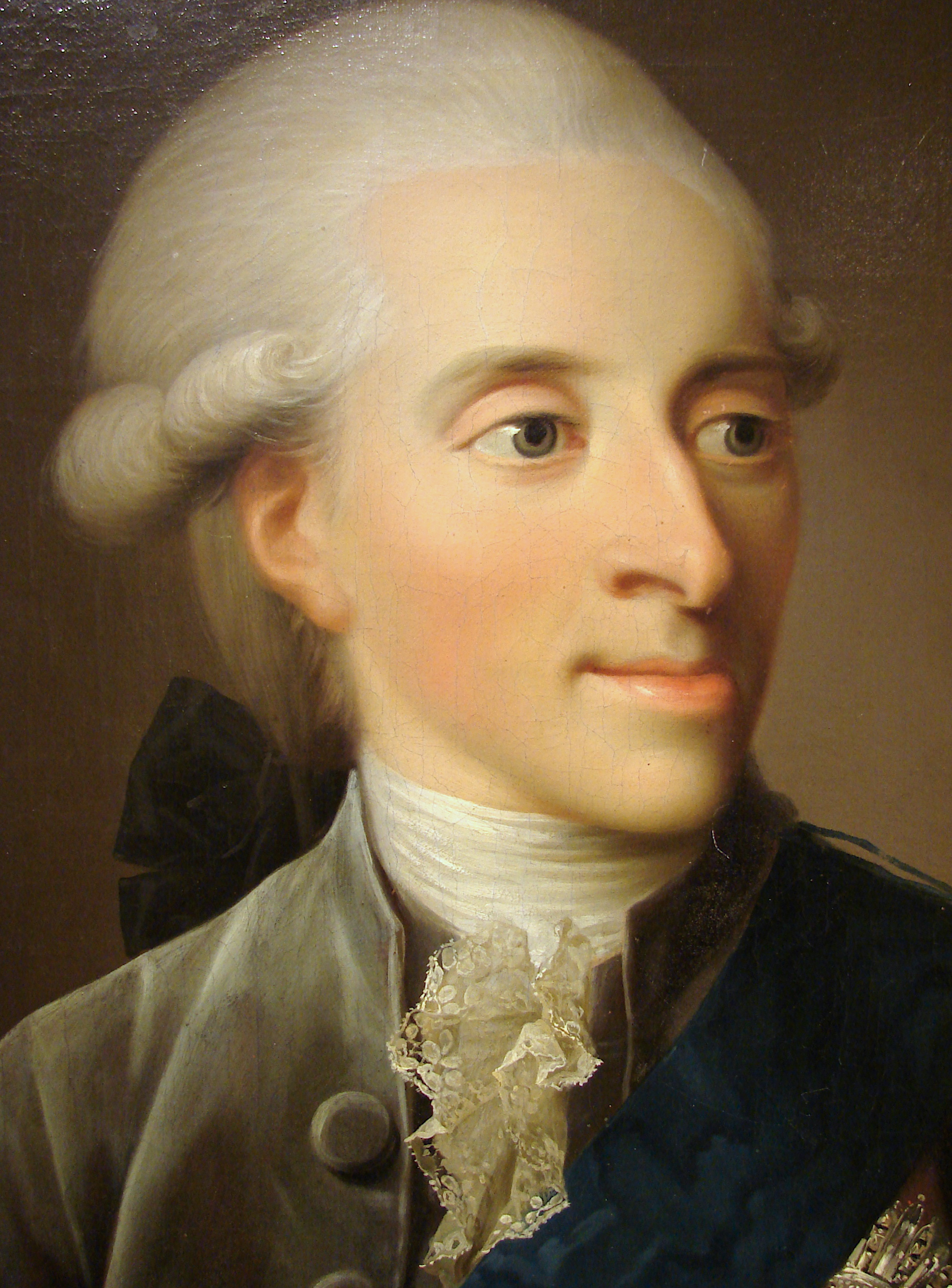
Friedrich von Dänemark (1753–1805)

- Friedrich von Dobeneck, deutscher Adliger, Amtmann
- Friedrich von Eickstedt († 1343), Bischof von Cammin
- Friedrich von Erdingen († 1396), Bischof von Brixen und von Chur
- Friedrich von Freckenhorst († 1235), Domherr in Münster
- Friedrich von Freckenhorst († 1274), Domdechant und Domherr in Münster
- Friedrich von Fronau († 1293), Bischof von Chiemsee
- Friedrich von Goseck († 1100), Abt
- Friedrich von Grafeneck, Bischof von Brandenburg; Bischof von Augsburg
- Friedrich von Hausen († 1274), Bischof von Kulm
- Friedrich von Hausen († 1190), mittelhochdeutscher Dichter von Minne- und Kreuzzugsliedern
- Friedrich von Hessen-Darmstadt (1677–1708), Landgraf von Hessen-Darmstadt, russischer Generalleutnant
- Friedrich von Hessen-Darmstadt (1759–1802), Landgraf von Hessen-Darmstadt
- Friedrich von Hessen-Darmstadt (1788–1867), hessischer General der Infanterie, kaiserlich russischer Generalmajor

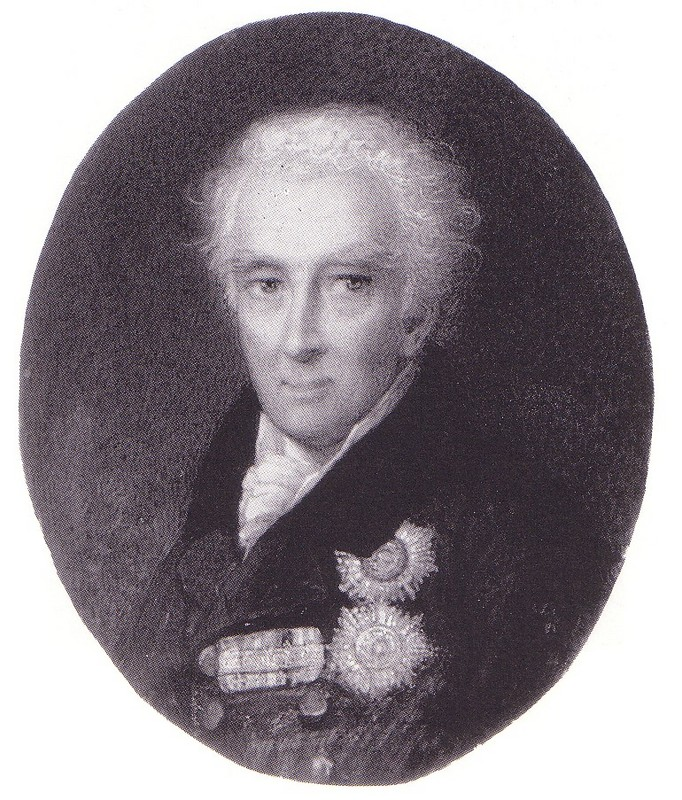
Friedrich von Hessen-Kassel (1747–1837)

- Friedrich von Hessen-Kassel (1747–1837), Landgraf von Hessen-Rumpenheim, Prinz von Hessen-KasselFriedrich von Hessen-Kassel (1747–1837)
- Friedrich von Hessen-Kassel (1771–1845), hessischer Adliger, Statthalter von Schleswig-Holstein Gouverneur von Norwegen
- Friedrich von Hessen-Philippsthal (1764–1794), Oberstleutnant in der Hessen-kasselschen Armee, Befehlshaber eines niederländischen Dragonerregiments
- Friedrich von Hohenzollern-Sigmaringen (1843–1904), Prinz von Hohenzollern
- Friedrich von Horne, Domherr in Münster und Osnabrück
- Friedrich von Hoya, Abt von Corvey
- Friedrich von Hutten († 1363), Schultheiß von Frankfurt am Main, Landvogt der Wetterau
- Friedrich von Isenberg († 1226), deutscher Graf
- Friedrich von Kreisbach († 1360), niederösterreichischer Ritter und Abenteurer
- Friedrich von La Roche († 1174), Bischof von Akkon, Erzbischof von Tyrus, Kanzler von Jerusalem
- Friedrich von Leibnitz († 1338), Erzbischof von Salzburg
- Friedrich von Mitterkirchen († 1317), Bischof von Seckau
- Friedrich von Montalban († 1282), Bischof von Freising
- Friedrich von Montfort († 1290), Bischof von Chur
- Friedrich von Neuenahr-Alpen († 1468), deutscher Adliger
- Friedrich von Oranien-Nassau (1797–1881), zweiter Sohn des Königs Wilhelm I. und der Prinzessin Wilhelmine von Preußen
- Friedrich von Österreich-Teschen (1856–1936), österreichischer Erzherzog, Heerführer und UnternehmerFriedrich von Österreich-Teschen (1856–1936)

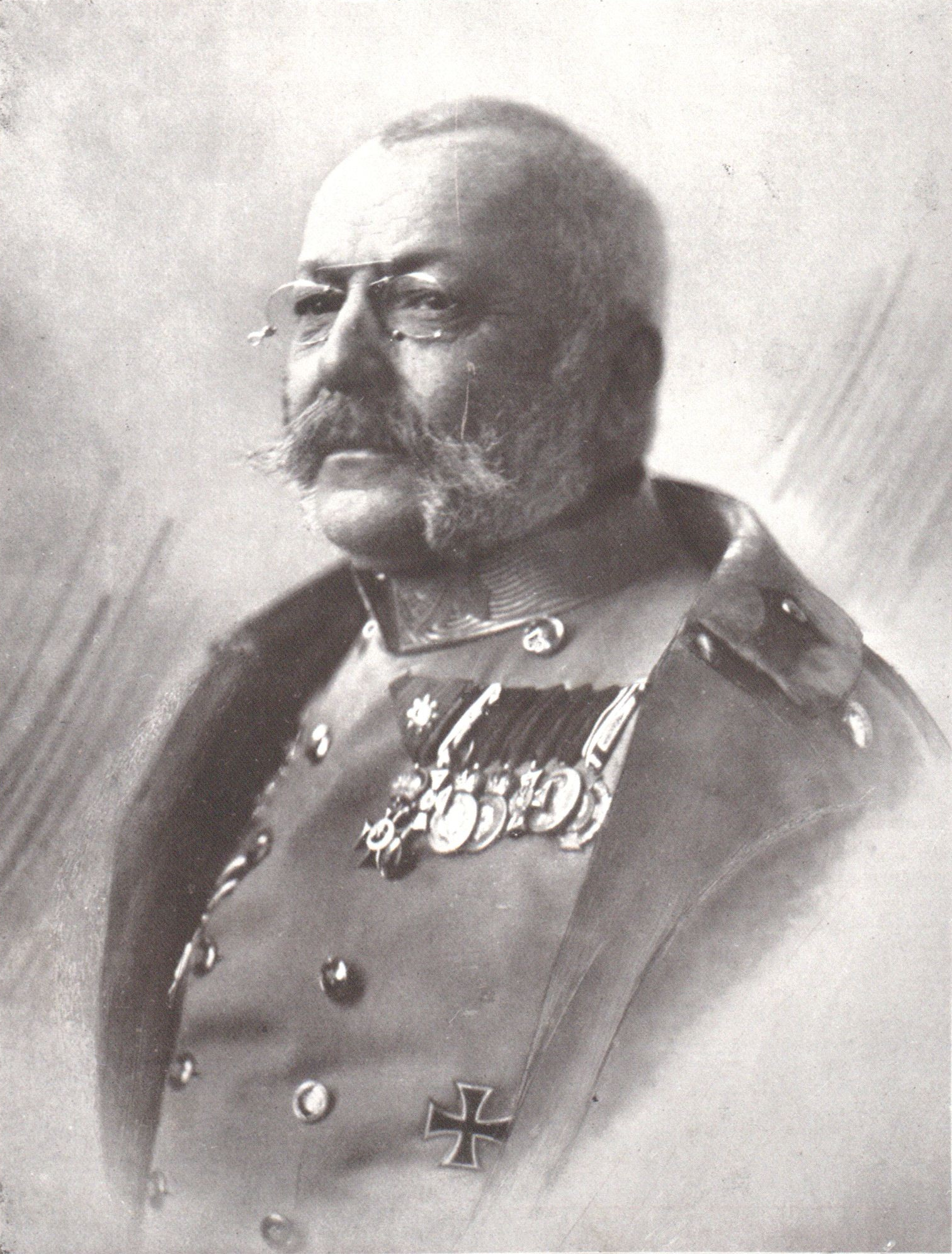
Friedrich von Österreich-Teschen (1856–1936)

- Friedrich von Öttingen († 1490), Bischof von Passau
- Friedrich von Perneck († 1414), Bischof von Seckau
- Friedrich von Pernstein († 1341), mährischer Adliger, Erzbischof von Riga
- Friedrich von Plötzke († 1316), Bischof von Brandenburg (1303–1316)
- Friedrich von Preußen (1794–1863), preußischer General der Kavallerie
- Friedrich von Regensburg († 1329), deutscher Augustiner-Laienbruder und Seliger
- Friedrich von Saarwerden († 1414), Erzbischof von Köln (1370–1414)
- Friedrich von Sachsen (1473–1510), Hochmeister des Deutschen Ordens
- Friedrich von Sachsen (1504–1539), Erbprinz von Sachsen
- Friedrich von Sachsen-Altenburg (1599–1625), Herzog von Sachsen-Altenburg
- Friedrich von Sachsen-Altenburg (1801–1870), Prinz von Sachsen-Hildburghausen, Prinz von Sachsen-Altenburg
- Friedrich von Sachsen-Lauenburg (1554–1586), Chorbischof des Kölner Domkapitels
- Friedrich von Sachsen-Meiningen (1861–1914), preußischer Generalleutnant, Prinz von Sachsen-Meiningen
- Friedrich von Sachsen-Weimar (1596–1622), ernestinischer Prinz und Obrist im Dreißigjährigen Krieg
- Friedrich von Sachsen-Weimar (1640–1656), Prinz des Hauses Sachsen-Weimar
- Friedrich von Schomberg (1615–1690), Heerführer, General, Marschall von FrankreichFriedrich von Schomberg (1615–1690)

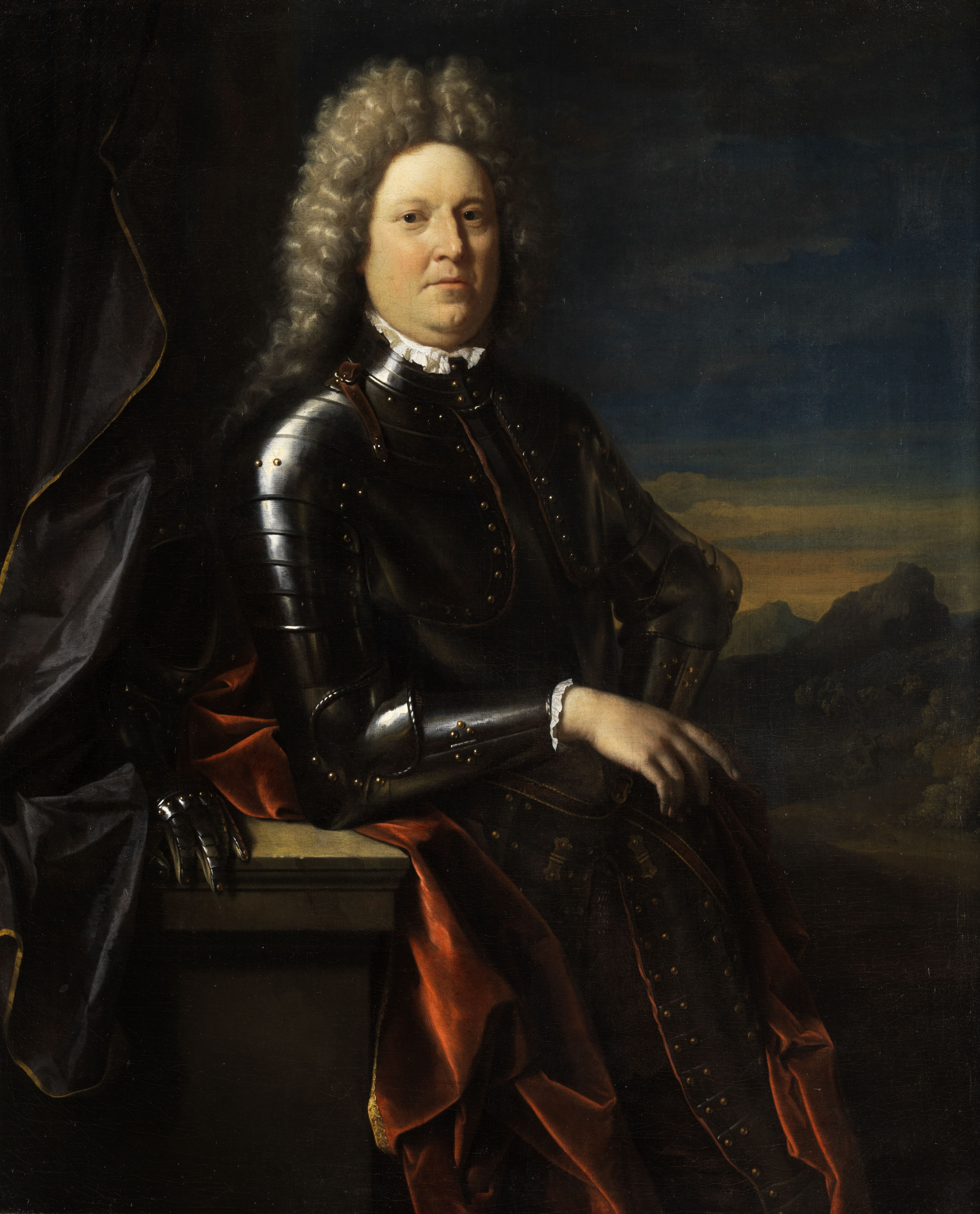
Friedrich von Schomberg (1615–1690)

- Friedrich von Sonnenburg, Dichter aus dem Ministerialengeschlecht der Burggrafen von Sonnenburg in Südtirol
- Friedrich von Stade († 1135), Graf von Stade
- Friedrich von Stolberg († 1314), Bischof von Würzburg
- Friedrich von Strahlenberg († 1333), Geistlicher und Domherr aus dem Adelsgeschlecht von Strahlenberg
- Friedrich von und zu Liechtenstein (1807–1885), Prinz von und zu Liechtenstein, österreichischer General
- Friedrich von Walbeck (* 974), Burggraf von Magdeburg
- Friedrich von Walchen († 1284), Erzbischof von Salzburg
- Friedrich von Wangen († 1218), Fürstbischof von Trient
- Friedrich von Wernigerode († 1338), Graf von Wernigerode
- Friedrich von Wirsberg (1507–1573), Fürstbischof von Würzburg
- Friedrich von Zierotin († 1598), mährischer Adeliger aus dem Geschlecht der Zierotin, Politiker in Böhmen
- Friedrich von Zollern († 1407), Prior
- Friedrich von Zollern († 1427), Graf von Hohenzollern, Abt des Klosters Reichenau
- Friedrich von Zollern, Fürstbischof in Regensburg

###### Friedrich W
- Friedrich Wildgraf von Kyrburg, Provinzmeister und Großprior des Templerordens
- Friedrich Wilhelm (1601–1625), Herzog von Teschen
- Friedrich Wilhelm (1620–1688), Kurfürst von Brandenburg (1640–1688); Herzog in Preußen (1640–1688)Friedrich Wilhelm (1620–1688)

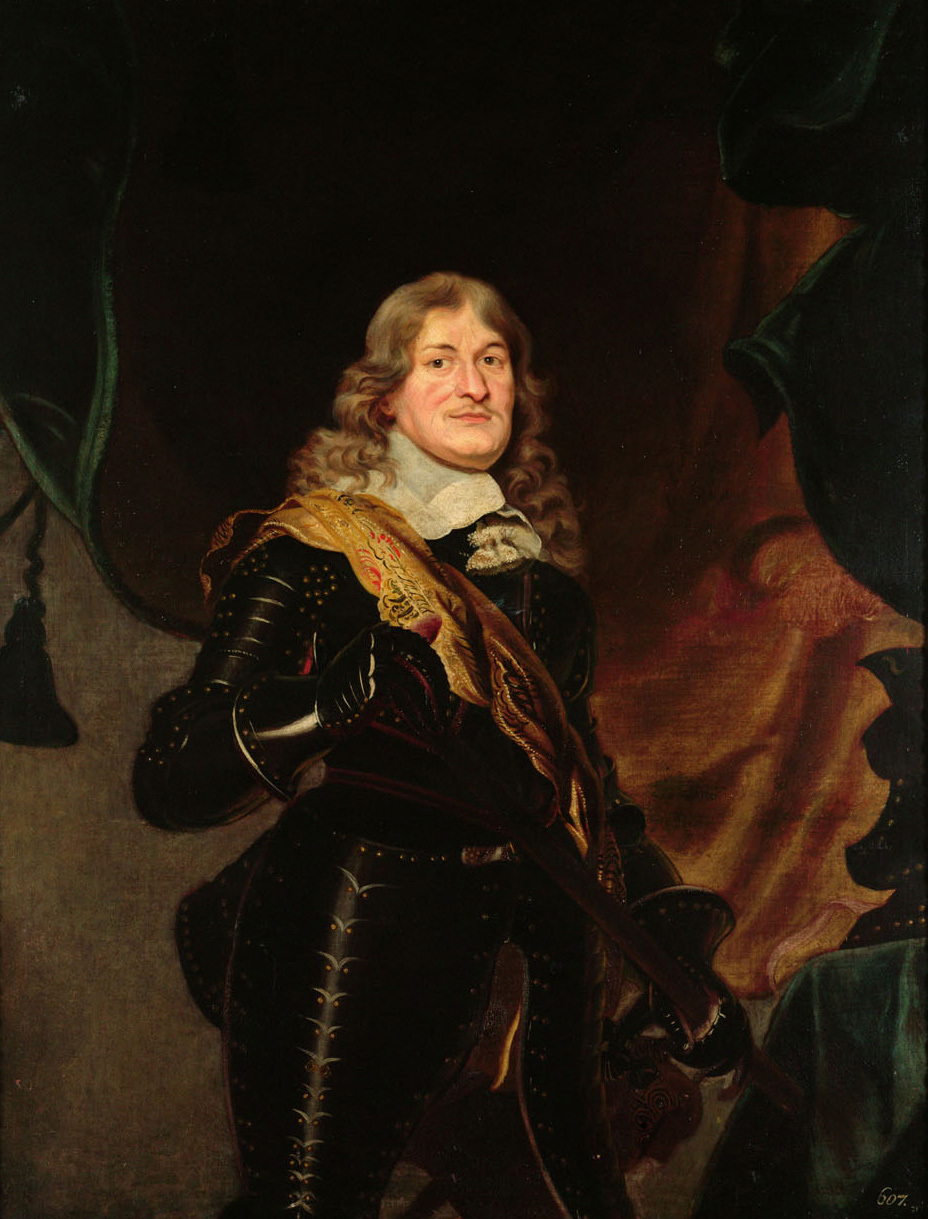
Friedrich Wilhelm (1620–1688)

- Friedrich Wilhelm (1650–1677), Graf von Rietberg (1660–1677)
- Friedrich Wilhelm (1663–1735), Fürst von Hohenzollern-Hechingen
- Friedrich Wilhelm (1668–1714), königlich dänischer Generalmajor und Chef des Oldenburger Landregiments
- Friedrich Wilhelm (1679–1746), Herzog von Sachsen-Meiningen
- Friedrich Wilhelm (1696–1761), Erster Fürst zu Solms-Braunfels
- Friedrich Wilhelm (1700–1771), Markgraf von Brandenburg-Schwedt
- Friedrich Wilhelm (1768–1816), deutscher Fürst von Nassau-Weilburg
- Friedrich Wilhelm (1771–1815), Herzog von Braunschweig, deutscher Heerführer der Napoleonischen Kriege
- Friedrich Wilhelm (1785–1831), Sohn des Herzogs Friedrich Karl von Schleswig-Holstein-Sonderburg-Beck
- Friedrich Wilhelm I. (1562–1602), Herzog von Sachsen-Weimar, Kuradministrator von Sachsen
- Friedrich Wilhelm I. (1675–1713), Herzog zu Mecklenburg im Landesteil Mecklenburg-Schwerin
- Friedrich Wilhelm I. (1682–1719), Herzog von Schleswig-Holstein-Sonderburg-Beck
- Friedrich Wilhelm I. (1688–1740), König in Preußen und Kurfürst von Brandenburg (1713–1740)Friedrich Wilhelm I. (1688–1740)

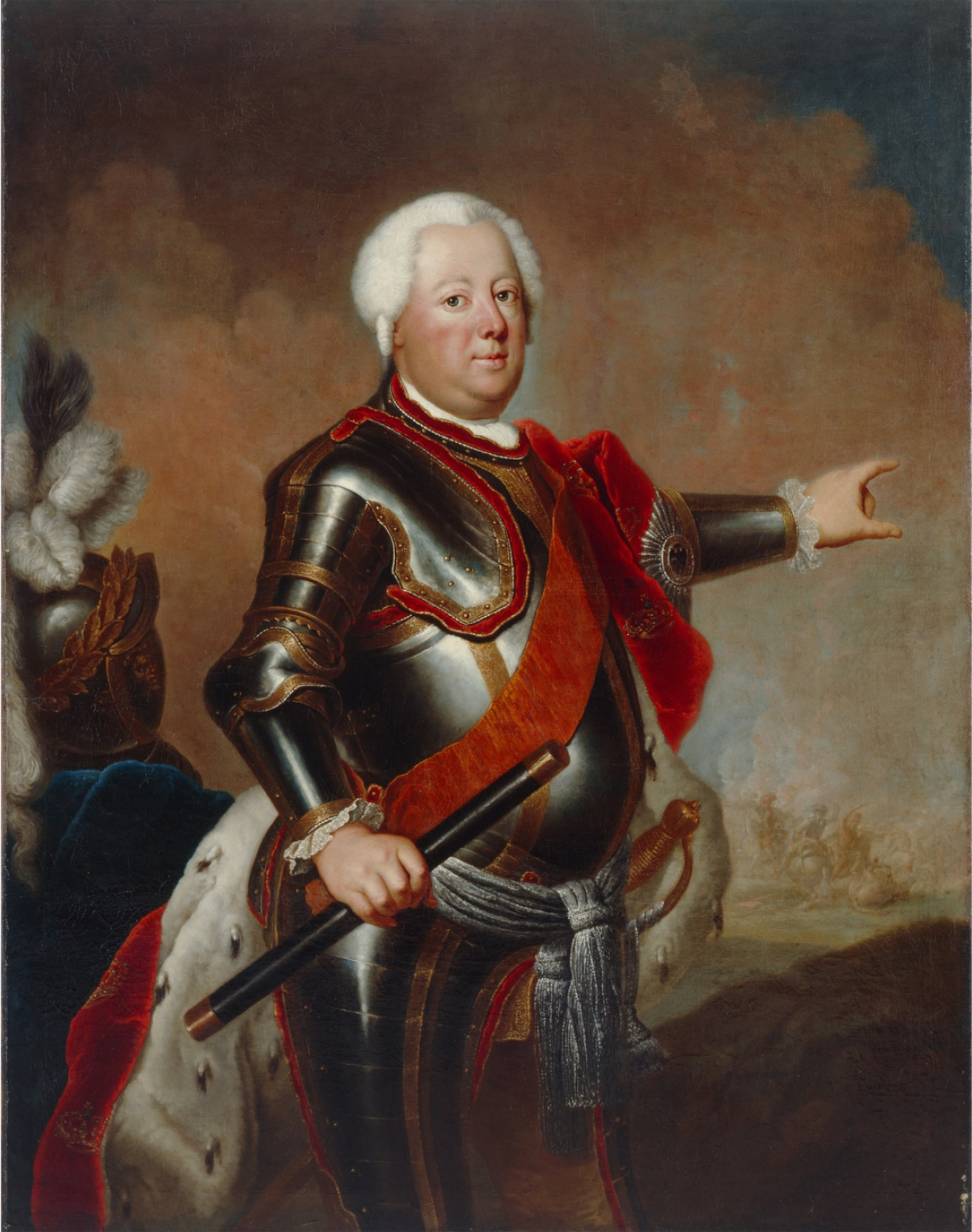
Friedrich Wilhelm I. (1688–1740)

- Friedrich Wilhelm I. (1802–1875), letzter Kurfürst und souveräner Landgraf von Hessen-Kassel
- Friedrich Wilhelm I. Adolf (1680–1722), Fürst zu Nassau-Siegen
- Friedrich Wilhelm II. (1603–1669), Herzog von Sachsen-Altenburg
- Friedrich Wilhelm II. (1687–1749), Herzog von Schleswig-Holstein-Sonderburg-Beck
- Friedrich Wilhelm II. (1706–1734), Fürst von Nassau-Siegen
- Friedrich Wilhelm II. (1744–1797), König von Preußen (1786–1797)
- Friedrich Wilhelm II. (1819–1904), Großherzog von Mecklenburg [-Strelitz]
- Friedrich Wilhelm III. (1657–1672), Herzog von Sachsen-Altenburg
- Friedrich Wilhelm III. (1723–1757), Herzog von Schleswig-Holstein-Sonderburg-Beck
- Friedrich Wilhelm III. (1770–1840), König von Preußen (1797–1840); Kurfürst von Brandenburg (1797–1806); Markgraf von Brandenburg (1797–1815)Friedrich Wilhelm III. (1770–1840)

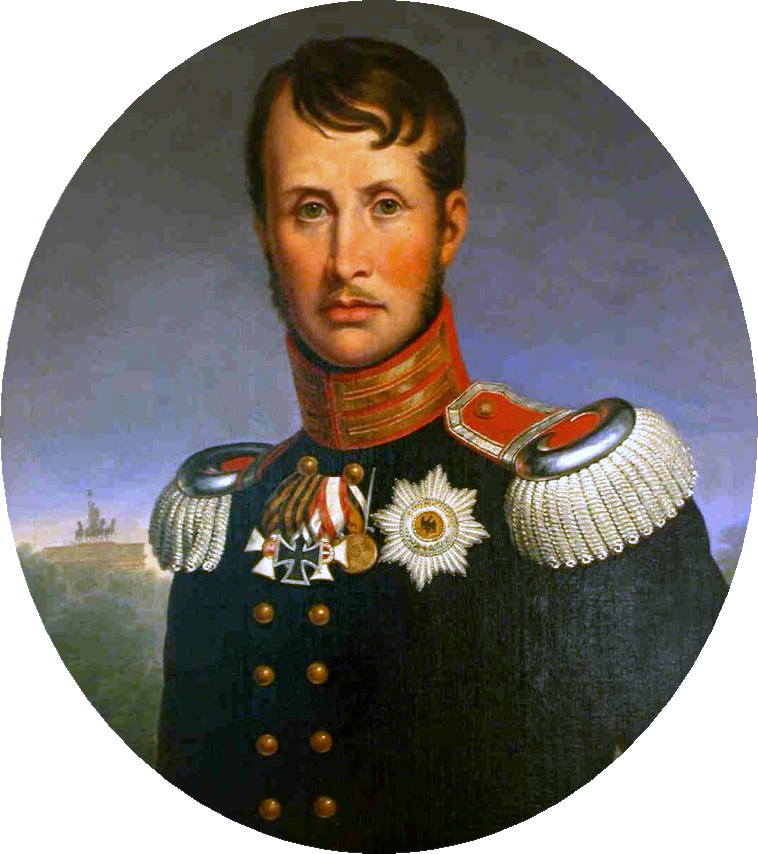
Friedrich Wilhelm III. (1770–1840)

- Friedrich Wilhelm IV. (1795–1861), König von Preußen (1840–1861)
- Friedrich Wilhelm Prinz von Großbritannien (1750–1765), britischer Prinz
- Friedrich Wilhelm Prinz von Preußen (1880–1925), preußischer Politiker und Angehöriger des Hauses Hohenzollern
- Friedrich Wilhelm von Brandenburg-Schwedt (1714–1744), Prinz von Preußen, nichtregierender Markgraf von Brandenburg-Schwedt
- Friedrich Wilhelm von der Pfalz (1665–1689), Pfalzgraf von Neuburg und kaiserlicher General
- Friedrich Wilhelm von Hanau (1832–1889), Sohn des Kurfürsten Friedrich Wilhelm I. von Hessen-Kassel
- Friedrich Wilhelm zu Mecklenburg (1871–1897), deutscher Marineoffizier

###### Friedrich X
- Friedrich X. († 1412), Graf von Hohenzollern
- Friedrich XI. († 1401), Graf von Hohenzollern
- Friedrich XII. († 1443), schwäbischer Hohenzoller

###### Friedrich Z
- Friedrich zu Mecklenburg (1638–1688), Herzog zu Mecklenburg
- Friedrich zu Rhein († 1451), Bischof von Basel

###### Friedrich, A
- Friedrich, Adalbert (1884–1962), deutscher Fußballspieler
- Friedrich, Adolf (1824–1889), deutscher Maler, Sohn von Caspar David Friedrich
- Friedrich, Adolf (1892–1963), deutscher Psychologe und Hochschullehrer
- Friedrich, Adolf (1914–1956), deutscher Völkerkundler
- Friedrich, Adolph Gottlieb († 1809), deutscher Lichtgießer und SeifensiederAdolph Gottlieb Friedrich († 1809)

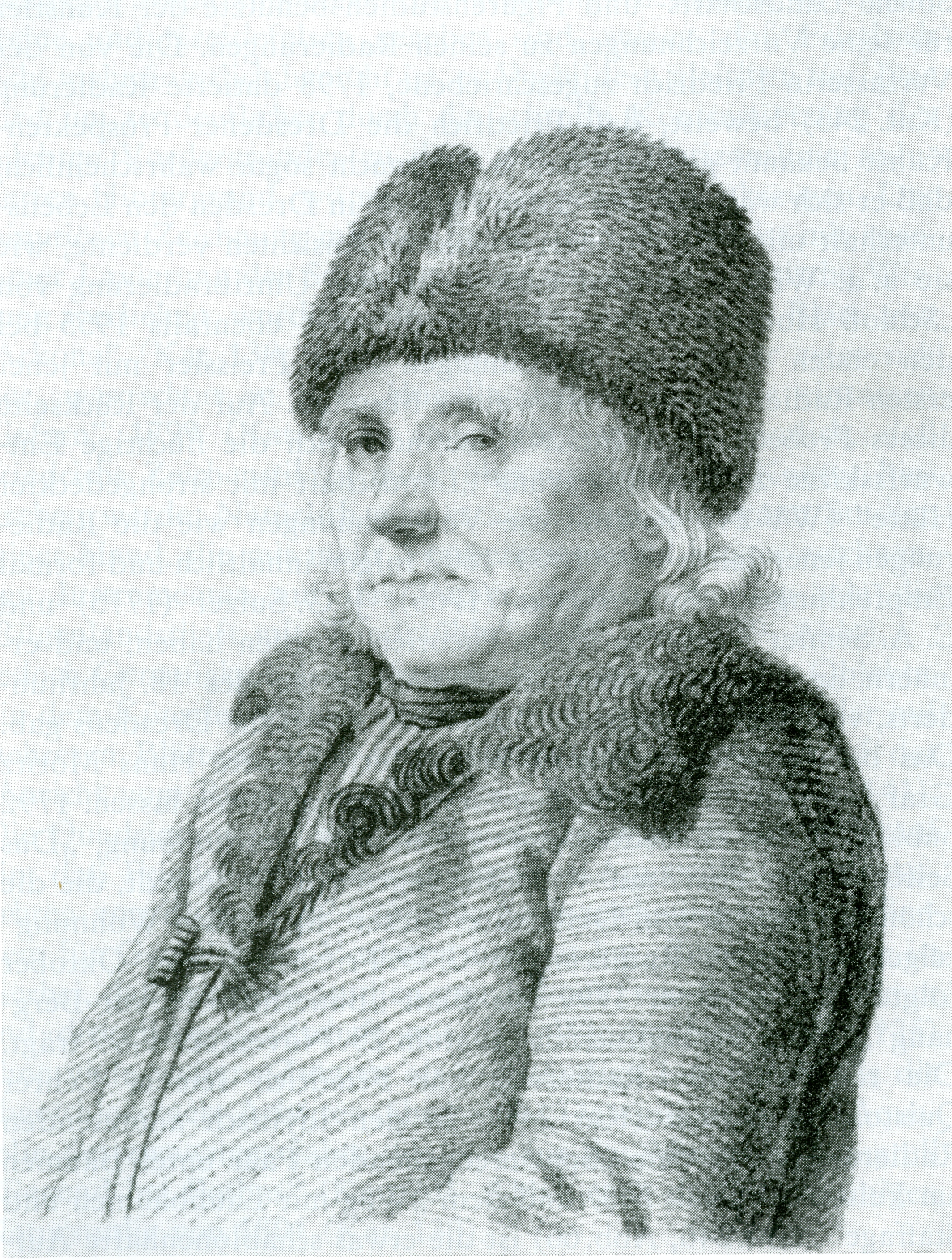
Adolph Gottlieb Friedrich († 1809)

- Friedrich, Albert (1901–1995), deutscher Politiker (SPD/SED), MdL Sachsen-Anhalt
- Friedrich, Albert (1902–1961), deutscher Ingenieur
- Friedrich, Alex (* 1971), deutscher Mediziner, Hygieniker und Hochschullehrer
- Friedrich, Alexander (1843–1906), Landtagsabgeordneter Großherzogtum Hessen
- Friedrich, Alexander (1895–1968), deutscher Radierkünstler, Holzschneider und Mosaizist des frühen Expressionismus
- Friedrich, Alexander Gunther (1923–2023), deutscher Forstwissenschaftler und Diplomat
- Friedrich, Alfred (1891–1968), deutscher Luftfahrtpionier
- Friedrich, Alfred (1957–2023), österreichischer Koch
- Friedrich, Alois (1868–1944), deutscher Priester der Römisch-katholischen Kirche
- Friedrich, André (1798–1877), elsässischer Zeichner, Bildhauer und Lithograf
- Friedrich, Andrea (* 1966), deutsche Wirtschaftswissenschaftlerin
- Friedrich, Andreas W. (* 1954), deutscher Meister der Kampfkunst
- Friedrich, Angela (* 1959), deutsche Politikerin (GAL, Bündnis 90/Die Grünen), MdHB
- Friedrich, Anne, deutsche Klassische Philologin
- Friedrich, Anne (* 1984), deutsche Volleyball- und Beachvolleyballspielerin
- Friedrich, Ariane (* 1984), deutsche Hochspringerin
- Friedrich, Arnaud (* 2000), deutscher Motorradrennfahrer
- Friedrich, Arne (* 1979), deutscher FußballspielerArne Friedrich (* 1979)

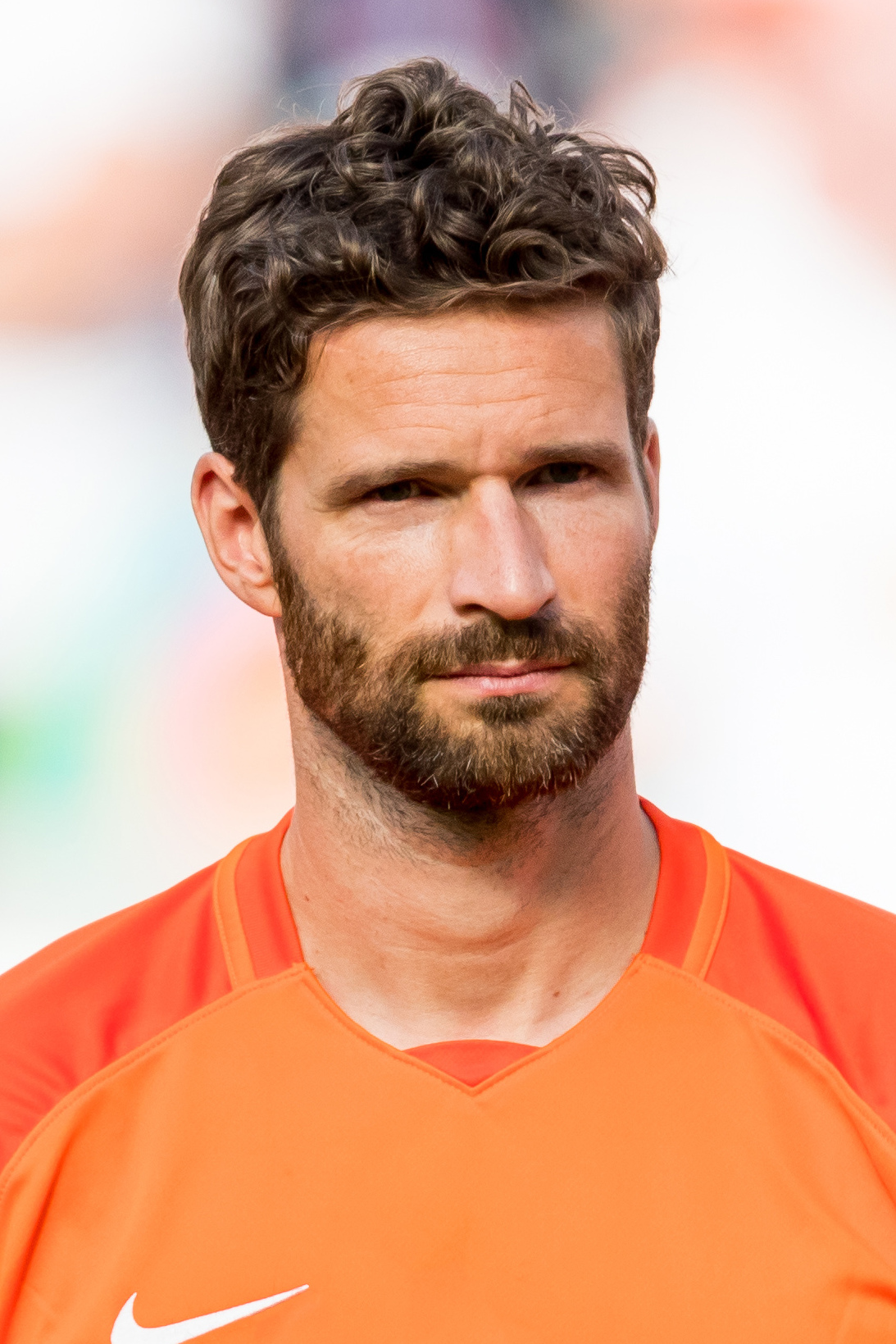
Arne Friedrich (* 1979)

- Friedrich, Arno (* 1978), deutscher Schauspieler
- Friedrich, Arnold (* 1947), deutscher Kommunalpolitiker
- Friedrich, Axel (* 1947), deutscher Chemiker und Umweltexperte

###### Friedrich, B
- Friedrich, Barbara (* 1949), US-amerikanische Speerwerferin
- Friedrich, Bärbel (* 1945), deutsche Mikrobiologin
- Friedrich, Bernd (* 1963), deutscher Boxer
- Friedrich, Bernd-Ingo (1952–2024), deutscher Autor
- Friedrich, Birgit (* 1961), deutsche Judoka
- Friedrich, Bruno (1927–1987), deutscher Politiker (SPD), MdB, MdEP

###### Friedrich, C
- Friedrich, Carl Joachim (1901–1984), deutsch-amerikanischer Politikwissenschaftler
- Friedrich, Caroline (1793–1847), Ehefrau des Malers Caspar David Friedrich
- Friedrich, Caroline Friederike (1749–1815), deutsche Blumenstilllebenmalerin
- Friedrich, Caspar David (1774–1840), deutscher Maler der RomantikCaspar David Friedrich (1774–1840)

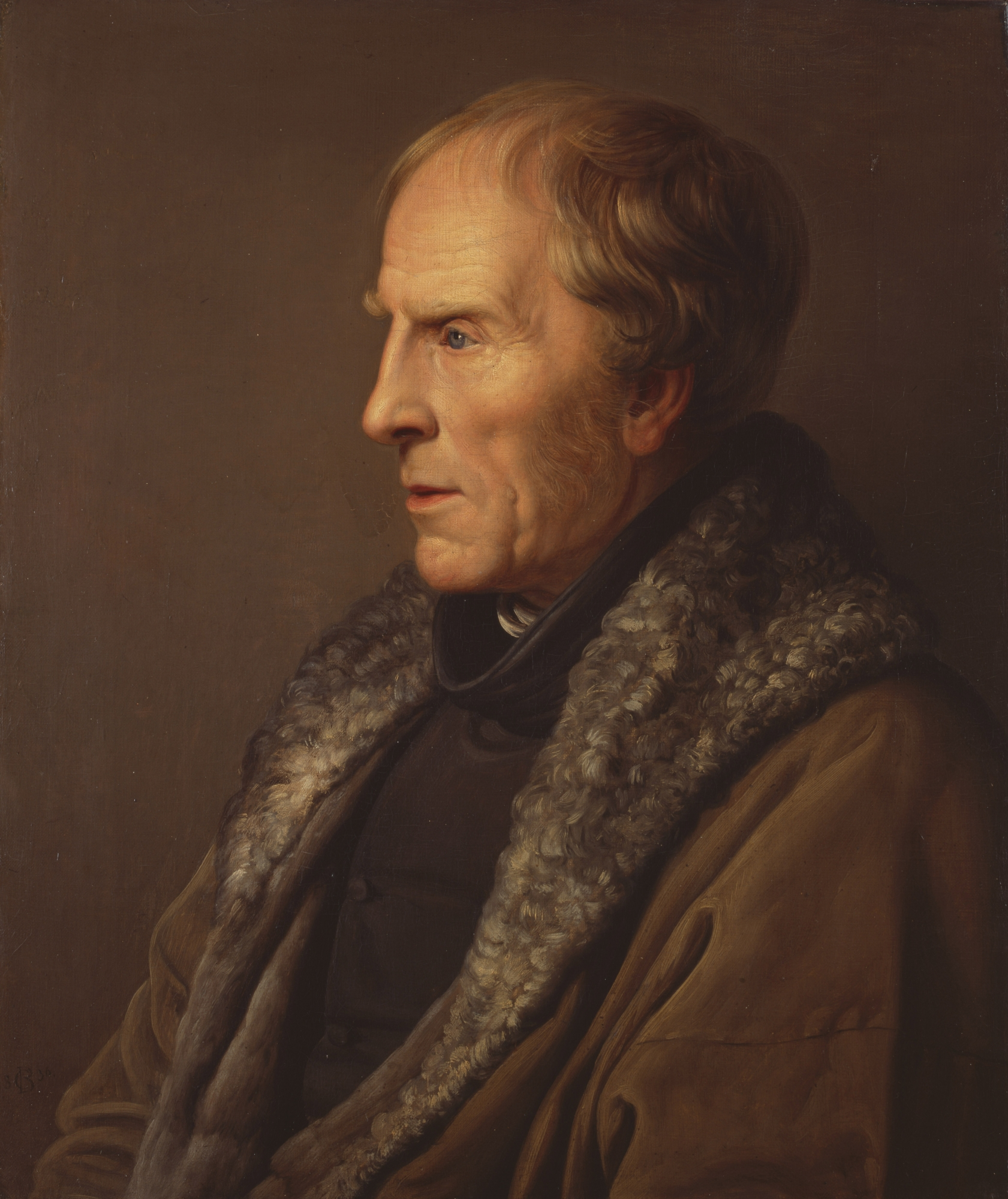
Caspar David Friedrich (1774–1840)

- Friedrich, Charlotte (1894–1976), deutsche Schauspielerin und Hörspielsprecherin
- Friedrich, Christian (* 1981), deutscher Bobfahrer
- Friedrich, Christian (* 2003), dänischer Fußballspieler
- Friedrich, Christina (* 1965), deutsche Regisseurin, Schriftstellerin und Zeichnerin
- Friedrich, Christoph (* 1954), deutscher Apotheker, Pharmaziehistoriker und Professor der Universität Marburg
- Friedrich, Claus (1929–1990), deutscher Journalist, Chefredakteur der Zeitung Tribüne

###### Friedrich, D
- Friedrich, Dagmar (* 1960), deutsche Badmintonspielerin
- Friedrich, Dana (* 1976), deutsche Schauspielerin, Moderatorin und Synchronsprecherin
- Friedrich, Daniel (* 1949), deutscher Schauspieler
- Friedrich, Daniel (* 1975), deutscher Gewerkschafter
- Friedrich, Daniel (* 1992), österreichischer Basketballspieler
- Friedrich, David (* 1989), deutscher MusikerDavid Friedrich (* 1989)

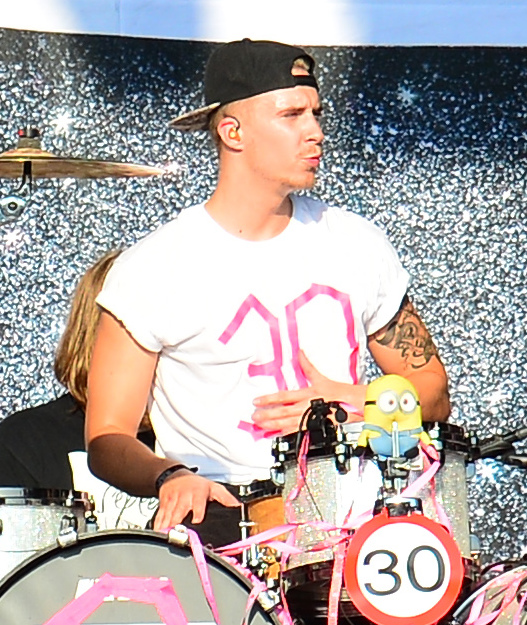
David Friedrich (* 1989)

- Friedrich, David (* 1991), deutscher Fernsehmoderator, Slam-Poet und Autor
- Friedrich, Dieter (* 1947), deutscher Hürden- und Mittelstreckenläufer

###### Friedrich, E
- Friedrich, Eberhard (* 1958), deutscher Chorleiter
- Friedrich, Edmund (1826–1912), deutscher Mediziner
- Friedrich, Eduard (1937–2015), deutscher Turner, Turner-Trainer und Sportfunktionär
- Friedrich, Elwin (1933–2012), Schweizer Eishockeyspieler
- Friedrich, Emil (1885–1965), deutscher Kommunalpolitiker (SPD/SED)
- Friedrich, Erich (1901–1971), deutscher Politiker (NSDAP), MdR
- Friedrich, Ernst (1874–1957), deutscher Ingenieur und Vizeadmiral der Reichsmarine
- Friedrich, Ernst (1894–1967), anarchistischer Pazifist
- Friedrich, Ernst Andreas (1924–2013), deutscher Buchautor, Pressesprecher des Niedersächsischen Ministeriums für Ernährung, Landwirtschaft und Forsten
- Friedrich, Ernst Matthias (* 1953), deutscher Schauspieler

###### Friedrich, F
- Friedrich, Felix (* 1945), deutscher Organist, Kirchenmusiker und Musikwissenschaftler
- Friedrich, Francesco (* 1990), deutscher Bobsportler
- Friedrich, Frank-Michael, deutscher Judoka
- Friedrich, Franz (1940–2018), österreichischer Schauspieler
- Friedrich, Franz (* 1983), deutscher Schriftsteller
- Friedrich, Franz Albert von (1775–1843), deutscher Diplomat, Gesandter und Autor
- Friedrich, Fritz (1875–1952), deutscher Pädagoge
- Friedrich, Fritz (1907–1989), deutscher Theaterschauspieler, -regisseur und -inspizient

###### Friedrich, G
- Friedrich, Georg (* 1966), österreichischer FilmschauspielerGeorg Friedrich (* 1966)

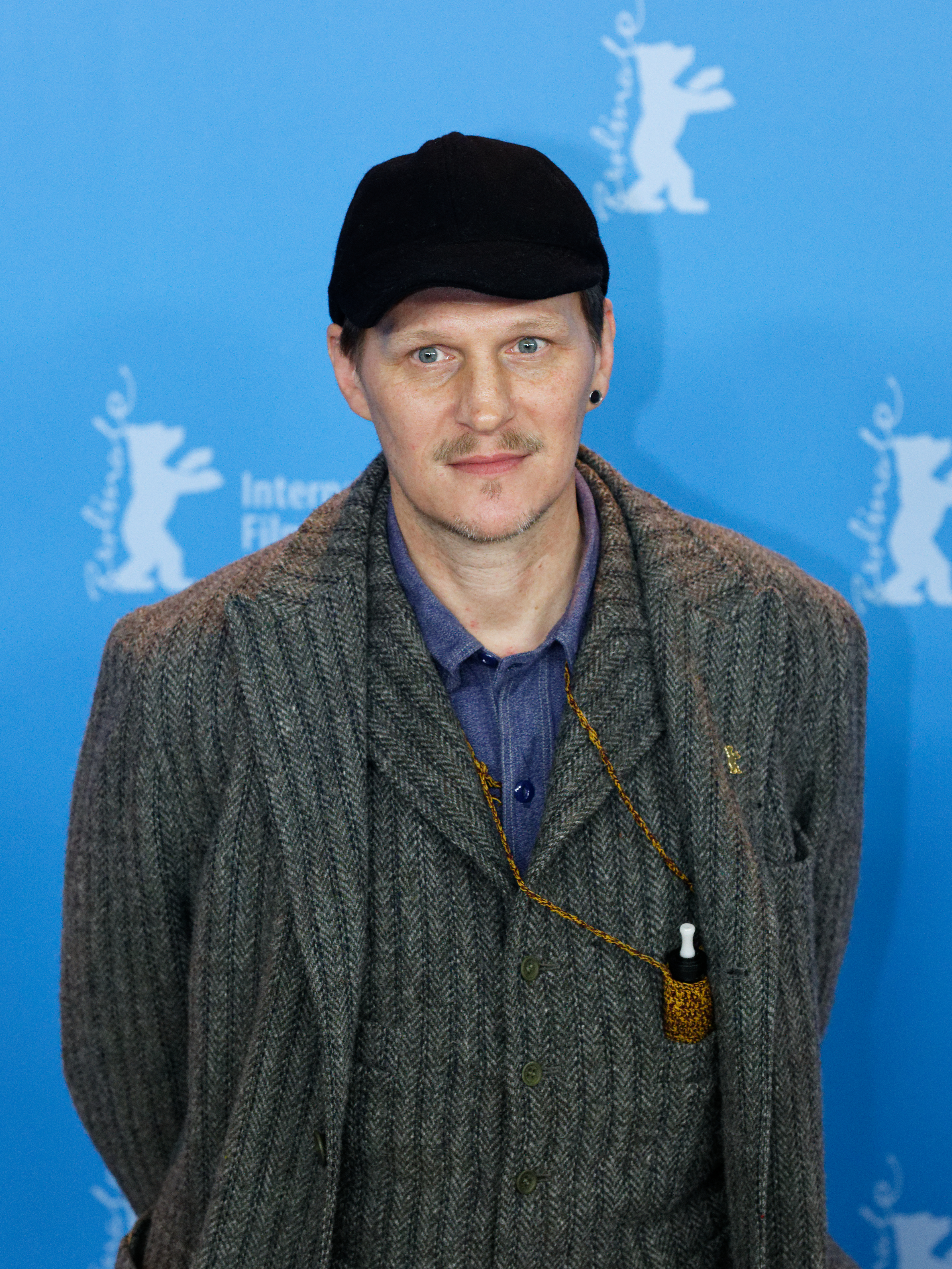
Georg Friedrich (* 1966)

- Friedrich, Gerd (* 1928), deutscher Wirtschaftswissenschaftler und Hochschullehrer in der Deutschen Demokratischen Republik (DDR)
- Friedrich, Gerhard (1908–1986), deutscher evangelischer Theologe
- Friedrich, Gerhard (1910–2003), deutscher Pflanzenphysiologe, Pomologe und Agrarwissenschaftler
- Friedrich, Gerhard (1929–2020), deutscher Schauspieler
- Friedrich, Gerhard (* 1948), deutscher Politiker (CSU), MdB
- Friedrich, Gerhard (* 1952), deutscher Designer und Hochschullehrer
- Friedrich, Gero (1900–1946), deutscher Jurist, Zivil- und Strafrichter sowie Oberbürgermeister von Frankfurt (Oder) (1943) und Forst
- Friedrich, Götz (1930–2000), deutscher Regisseur und Theaterleiter
- Friedrich, Gunda (* 1920), deutsche Leichtathletin
- Friedrich, Günter (1925–2014), deutscher Politiker (CDU), MdL
- Friedrich, Gunter (* 1938), deutscher Filmregisseur
- Friedrich, Günther (1929–2014), deutscher Mineraloge und Hochschullehrer
- Friedrich, Günther (1930–1986), deutscher Maler
- Friedrich, Gustav (1914–1980), deutscher Politiker (CDU), MdL

###### Friedrich, H
- Friedrich, Hannes (* 1940), deutscher Medizinsoziologe
- Friedrich, Hanno (* 1966), deutscher Schauspieler und MusikerHanno Friedrich (* 1966)

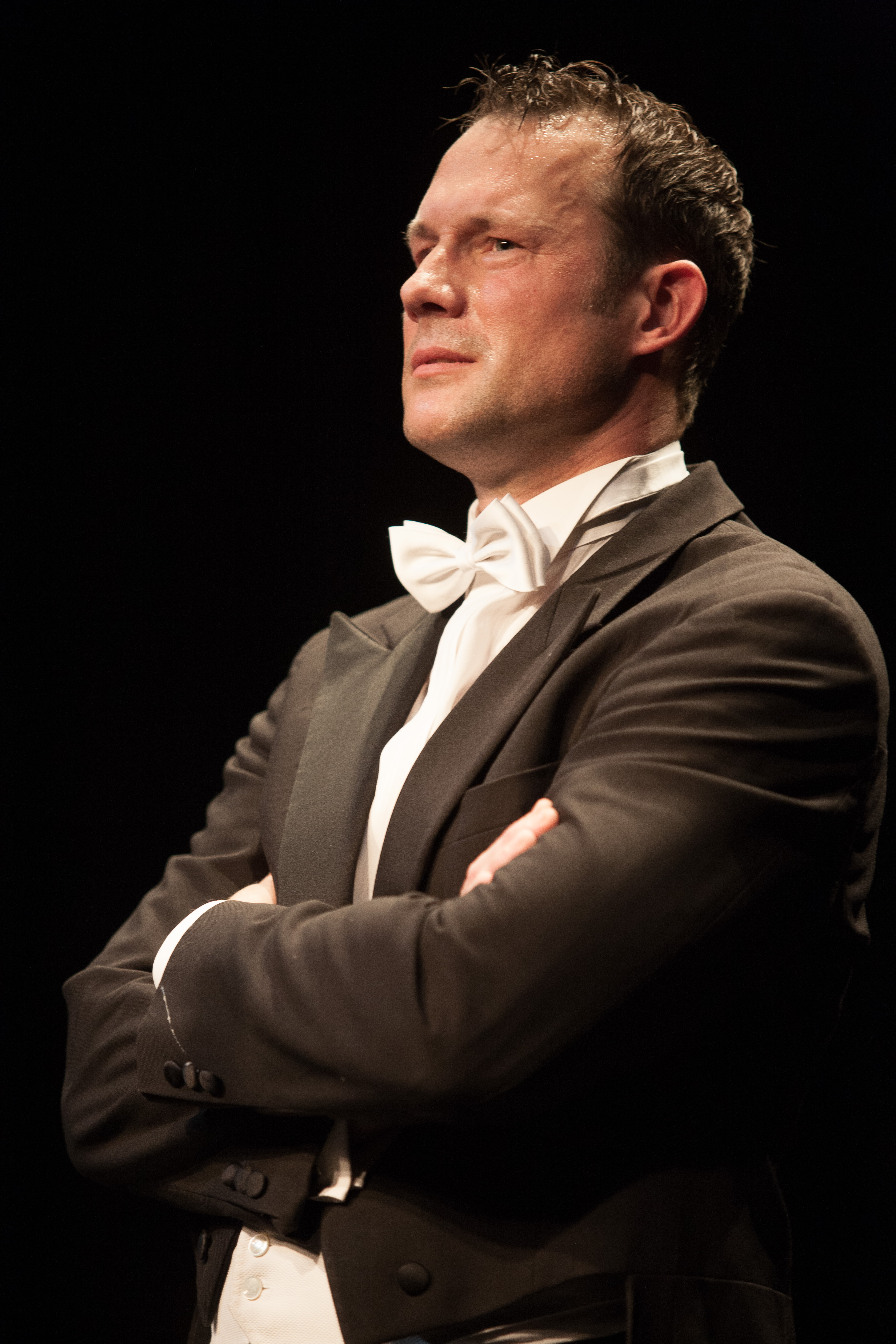
Hanno Friedrich (* 1966)

- Friedrich, Hans, deutscher Meister im Turnen
- Friedrich, Hans (1886–1954), deutscher Politiker (NSDAP), MdR
- Friedrich, Hans (1887–1967), deutscher Kunstmaler und Illustrator
- Friedrich, Hans (1909–1982), deutscher Politiker (SPD), MdL Bayern
- Friedrich, Hans (1917–1998), deutscher Politiker (FDP, BHE), MdB
- Friedrich, Hans (* 1939), deutscher Kunstmaler und Grafiker
- Friedrich, Hans Eberhard (1907–1980), deutscher Schriftsteller, Journalist und Übersetzer
- Friedrich, Hans Joachim (1921–2012), deutscher Journalist
- Friedrich, Hans Karl (1904–1985), deutscher Schauspieler, Hörspielsprecher, Regisseur und Theaterintendant
- Friedrich, Hans-Edwin (* 1959), deutscher Germanist
- Friedrich, Hans-Peter (* 1957), deutscher Politiker (CSU), MdB
- Friedrich, Hans-Wolf (1942–2015), deutscher Jurist und Richter am Bundesarbeitsgericht
- Friedrich, Harald (1858–1933), deutscher Maler, Hochschullehrer, Enkel von Caspar David FriedrichHarald Friedrich (1858–1933)

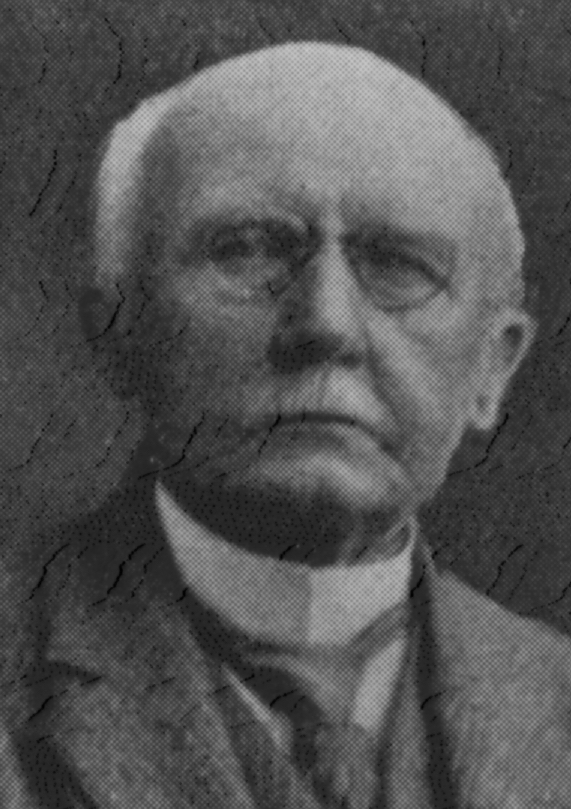
Harald Friedrich (1858–1933)

- Friedrich, Harald (1947–2017), deutscher Physiker
- Friedrich, Harald (* 1952), deutscher Biochemiker, Wasser- und Abfallexperte; Abteilungsleiter des Umweltministeriums Nordrhein-Westfalen
- Friedrich, Heidi (* 1970), deutsche Journalistin und Autorin
- Friedrich, Heike (* 1966), deutsche Synchronschwimmerin
- Friedrich, Heike (* 1976), deutsche Rollstuhlbasketballspielerin
- Friedrich, Heimo (1911–1987), österreichischer Botaniker und Kakteenspezialist
- Friedrich, Heiner (* 1938), deutscher Kunsthändler, Kunstsammler und Kurator
- Friedrich, Heinz (1914–1977), deutscher Journalist und Chefredakteur in der DDR
- Friedrich, Heinz (1922–2004), deutscher Verleger und Autor
- Friedrich, Heinz (1924–2018), deutscher Maler und Holzschneider
- Friedrich, Herbert (* 1926), deutscher Schriftsteller
- Friedrich, Hermann (1885–1944), deutscher kommunistischer Widerstandskämpfer
- Friedrich, Hermann (1891–1945), deutscher Politiker (SPD, KPD, NSDAP) und Opfer des Nationalsozialismus
- Friedrich, Hermann (1906–1997), deutscher Biologe
- Friedrich, Hermann Friedrich (1828–1890), deutscher Schriftsteller und Journalist
- Friedrich, Holger (* 1956), deutscher Politiker (SPD)
- Friedrich, Holger (* 1966), deutscher Firmengründer und Unternehmer
- Friedrich, Horst (1911–1975), deutscher Schauspieler und Hörspielsprecher
- Friedrich, Horst (1931–2015), deutscher Wissenschaftsphilosoph und Kritiker des akademischen Wissenschaftsbetriebs
- Friedrich, Horst (* 1932), deutscher Philosoph und Aphoristiker
- Friedrich, Horst (* 1935), deutscher Philosoph und Hochschullehrer
- Friedrich, Horst (* 1950), deutscher Politiker (FDP), MdB
- Friedrich, Hugo (1904–1978), deutscher RomanistHugo Friedrich (1904–1978)

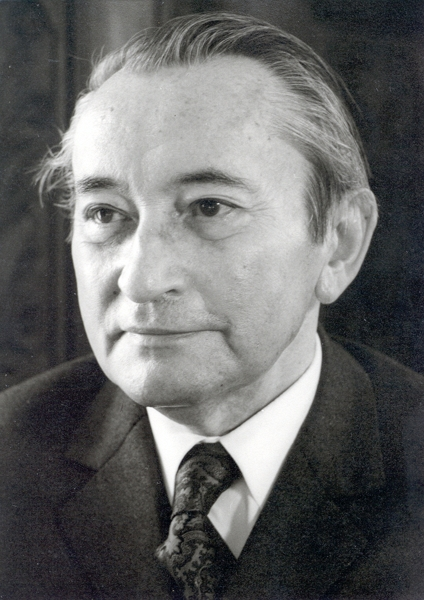
Hugo Friedrich (1904–1978)

###### Friedrich, I
- Friedrich, Inge (1941–2022), deutsche Verwaltungsjuristin
- Friedrich, Ingo (* 1942), deutscher Politiker (CSU), MdEP
- Friedrich, Inka (* 1965), deutsche SchauspielerinInka Friedrich (* 1965)

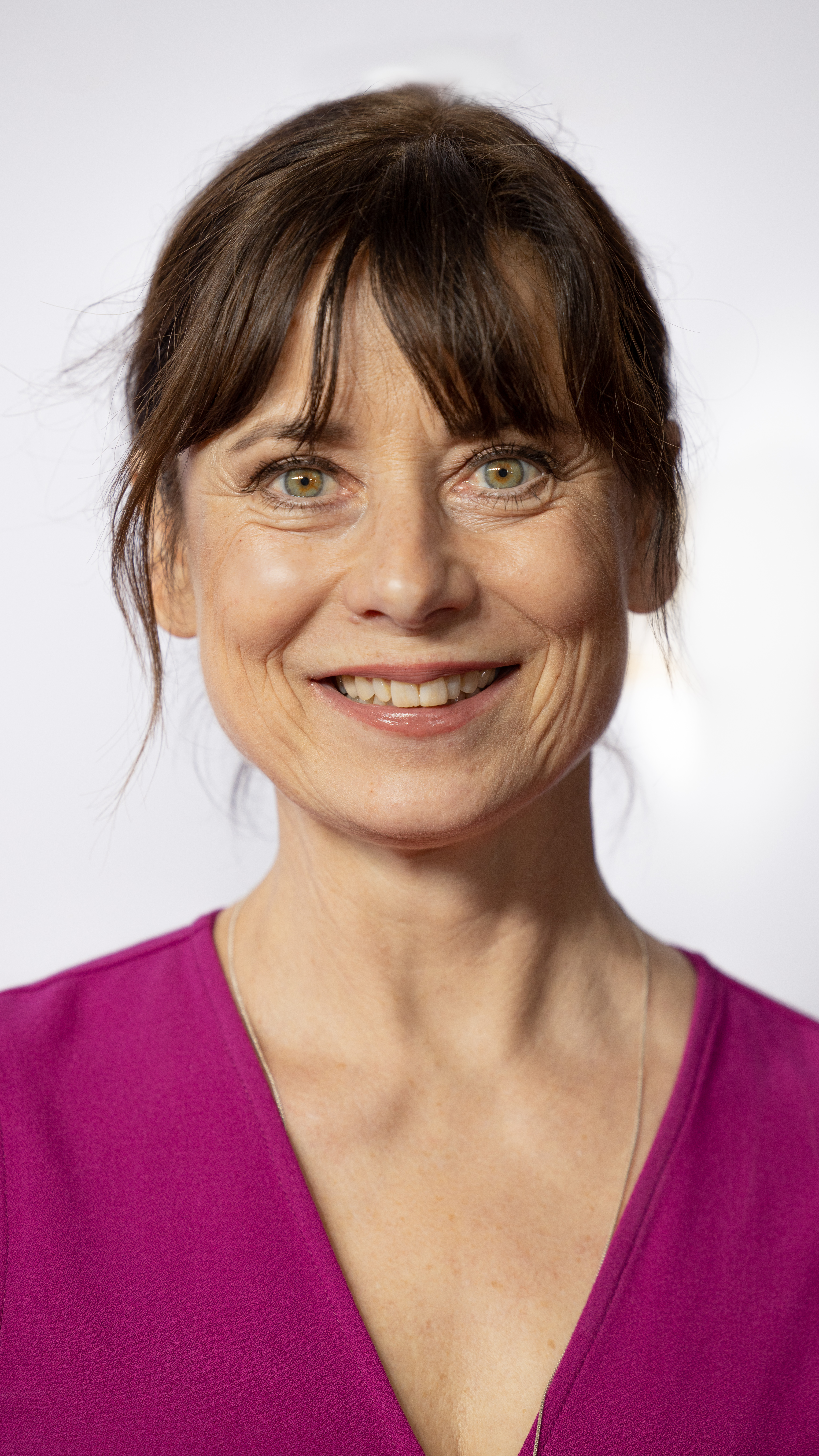
Inka Friedrich (* 1965)

- Friedrich, István (1883–1951), ungarischer Fußballspieler, Politiker und Fabrikant

###### Friedrich, J
- Friedrich, Jakob (1861–1914), Landtagsabgeordneter Großherzogtum Hessen
- Friedrich, Jasper André (* 1965), deutscher Journalist
- Friedrich, Jens (* 1943), deutscher Politiker (CDU), MdA
- Friedrich, Jesko (* 1974), deutscher Schauspieler, Redakteur und Autor
- Friedrich, Joachim (* 1953), deutscher Kinder- und Jugendbuchautor
- Friedrich, Johann (1872–1951), deutscher Ingenieur und Reichsbahndirektor
- Friedrich, Johann Christian Wilhelm (1831–1896), deutscher evangelisch-lutherischer Pfarrer und Autor
- Friedrich, Johanna (* 1995), deutsche Schwimmerin
- Friedrich, Johannes (1836–1917), katholischer Theologe
- Friedrich, Johannes (1893–1972), deutscher Altorientalist
- Friedrich, Johannes (* 1925), deutscher Fußballspieler (DDR)
- Friedrich, Johannes (* 1948), deutscher Evangelisch-Lutherischer Theologe, Landesbischof
- Friedrich, Jonas (* 1980), deutscher Sportmoderator
- Friedrich, Jörg (* 1944), deutscher SachbuchautorJörg Friedrich (* 1944)

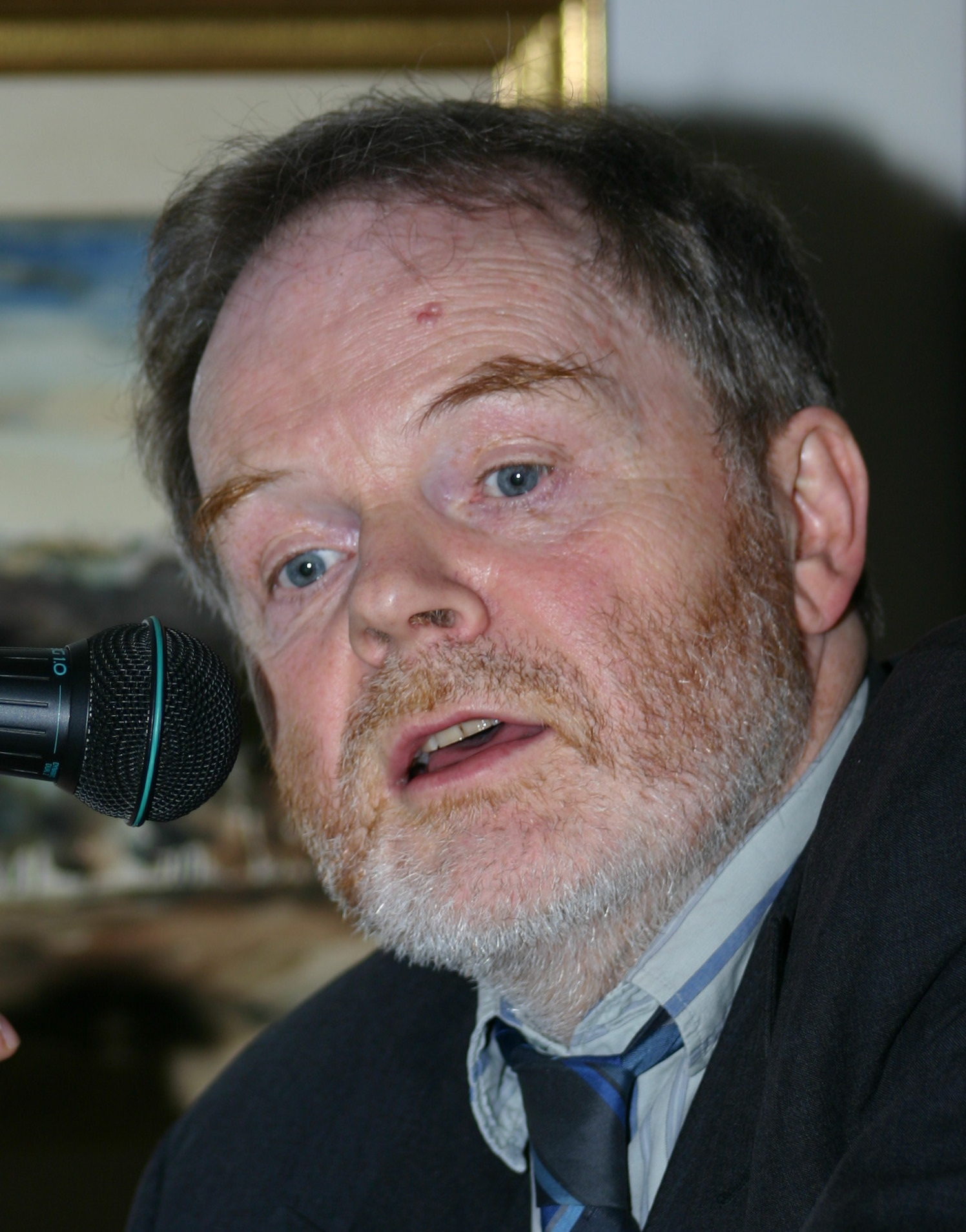
Jörg Friedrich (* 1944)

- Friedrich, Jörg (* 1951), deutscher Architekt und Hochschullehrer
- Friedrich, Jörg (* 1959), deutscher Ruderer und Olympiasieger
- Friedrich, Jörg Phil (* 1965), deutscher Philosoph und Publizist
- Friedrich, Julian (* 1976), deutscher Schauspieler
- Friedrich, Julius (1883–1977), deutscher Politiker
- Friedrich, Jürgen (1942–2018), deutscher Informatiker
- Friedrich, Jürgen (* 1943), deutscher Fußballspieler und -funktionär
- Friedrich, Jürgen (* 1970), deutscher Jazzmusiker (Piano, Komposition)

###### Friedrich, K
- Friedrich, Karin (1925–2015), deutsche Journalistin und Autorin
- Friedrich, Karin (* 1963), deutsche Historikerin
- Friedrich, Karl (1867–1951), tschechoslowakischer Politiker (DNP)
- Friedrich, Karl (1897–1945), deutscher Politiker (NSDAP), MdR, MdL
- Friedrich, Karl (1898–1989), deutscher Maler, Graphiker und Kunstgewerbelehrer
- Friedrich, Karl (1905–1981), österreichischer Opernsänger (Tenor)
- Friedrich, Karl (1929–2021), österreichischer Schauspieler und Theaterregisseur
- Friedrich, Karl Alfred (1868–1952), preußischer Bürgermeister und Landrat
- Friedrich, Karl Fritz (1921–1959), deutscher Maler und Grafiker
- Friedrich, Karl Hermann (1918–1993), deutscher Offizier der Luftwaffe und Journalist
- Friedrich, Karl Josef (1888–1965), deutscher evangelischer Pfarrer und Schriftsteller
- Friedrich, Karl-Heinz (1924–2013), deutscher Bildhauer
- Friedrich, Kathleen (* 1977), deutsche Leichtathletin
- Friedrich, Kathrin (* 1981), deutsche Medienwissenschaftlerin
- Friedrich, Klaus (1921–2005), deutscher Richter am Bundessozialgericht
- Friedrich, Klaus (1945–2021), deutscher Werkstoffwissenschaftler
- Friedrich, Klaus (* 1945), deutscher Geograph, Sozialgeograph und Hochschullehrer
- Friedrich, Klaus (* 1960), deutscher Politiker (parteilos)
- Friedrich, Klaus Dieter (1930–2003), deutscher Politiker (CDU)
- Friedrich, Kurt (1901–1995), deutscher Motorradrennfahrer
- Friedrich, Kurt (1902–1943), deutscher Jurist
- Friedrich, Kurt (1903–1944), deutscher kommunistischer Widerstandskämpfer gegen den Nationalsozialismus

###### Friedrich, L
- Friedrich, Lars (* 1985), deutscher Handballspieler
- Friedrich, Lea Sophie (* 2000), deutsche Bahnradsportlerin
- Friedrich, Leo (1842–1908), österreichisch-deutscher Schauspieler
- Friedrich, Leonhard (1788–1862), deutscher Pfarrer und Politiker
- Friedrich, Leopold (1898–1962), österreichischer Gewichtheber
- Friedrich, Lilo (* 1949), deutsche Politikerin (SPD), MdB
- Friedrich, Lothar (1930–2015), deutscher Radrennfahrer
- Friedrich, Ludwig (1827–1916), deutscher Maler, Kupferstecher und Radierer
- Friedrich, Ludwig (1908–1971), deutscher Schauspieler und Regisseur

###### Friedrich, M
- Friedrich, Malte (* 1969), deutscher Schauspieler und Synchronsprecher
- Friedrich, Manfred (1933–2005), deutscher Politikwissenschaftler
- Friedrich, Manuel (* 1979), deutscher Fußballspieler
- Friedrich, Marc (* 1975), deutscher SachbuchautorMarc Friedrich (* 1975)

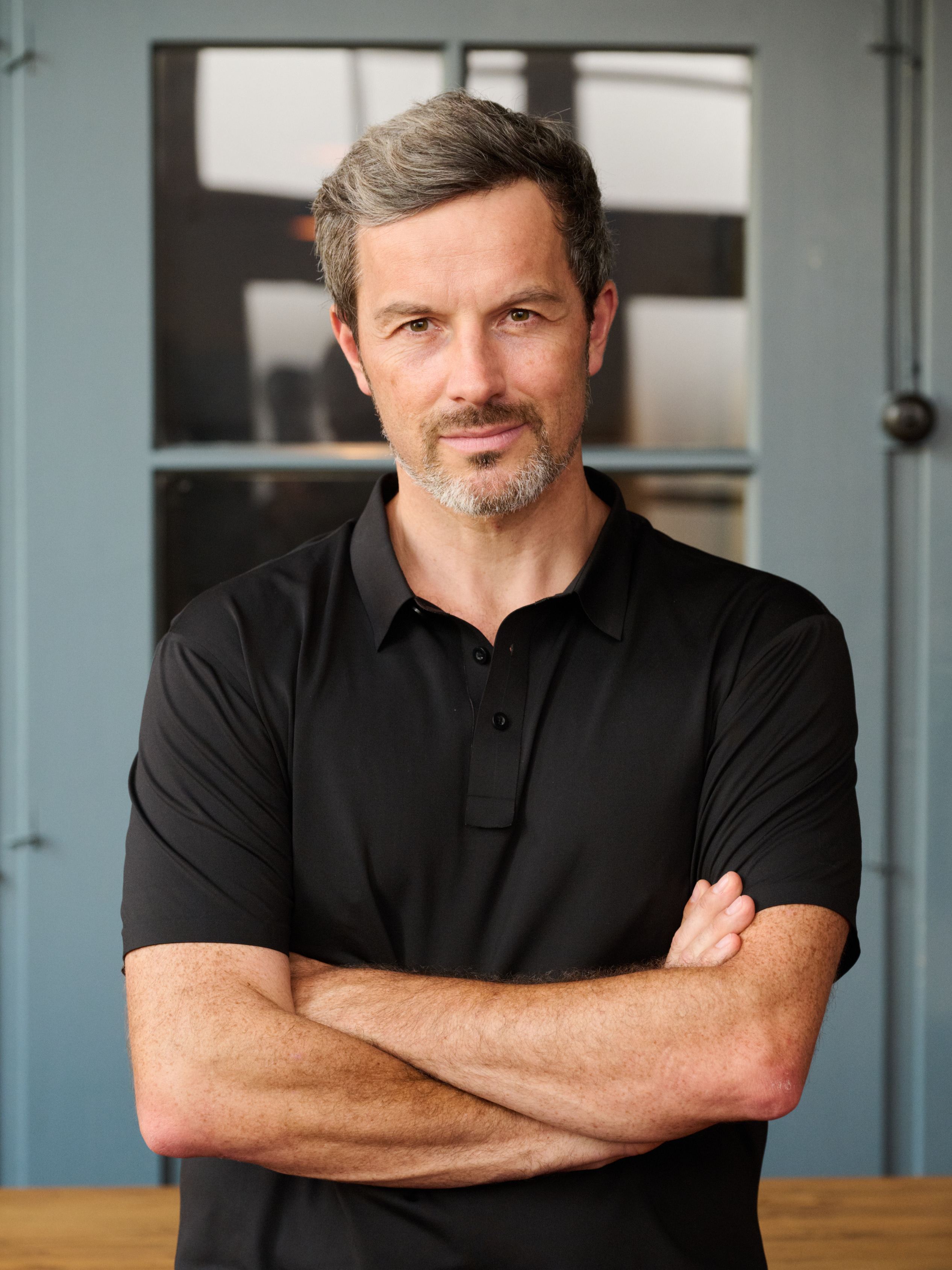
Marc Friedrich (* 1975)

- Friedrich, Margret (* 1954), deutsche Historikerin und Vizerektorin
- Friedrich, Maria (1922–2012), deutsche Verlegerin und Herausgeberin
- Friedrich, Maria Clara (1894–1969), Schweizer Malerin, Reliefkünstlerin und Kunstsammlerin
- Friedrich, Mariah K. (* 1974), US-amerikanisch-österreichische Fernseh- und Theaterschauspielerin
- Friedrich, Marie-Christine (* 1979), österreichische Schauspielerin und Romy-Preisträgerin
- Friedrich, Marko (* 1991), deutscher Eishockeyspieler
- Friedrich, Markus (* 1963), deutscher Bauingenieur, Verkehrswissenschaftler und Hochschullehrer
- Friedrich, Markus (* 1974), deutscher Historiker und Hochschullehrer
- Friedrich, Martin (* 1957), deutscher evangelischer Theologe, Studiensekretär der Gemeinschaft Evangelischer Kirchen in Europa
- Friedrich, Marvin (* 1995), deutscher FußballspielerMarvin Friedrich (* 1995)

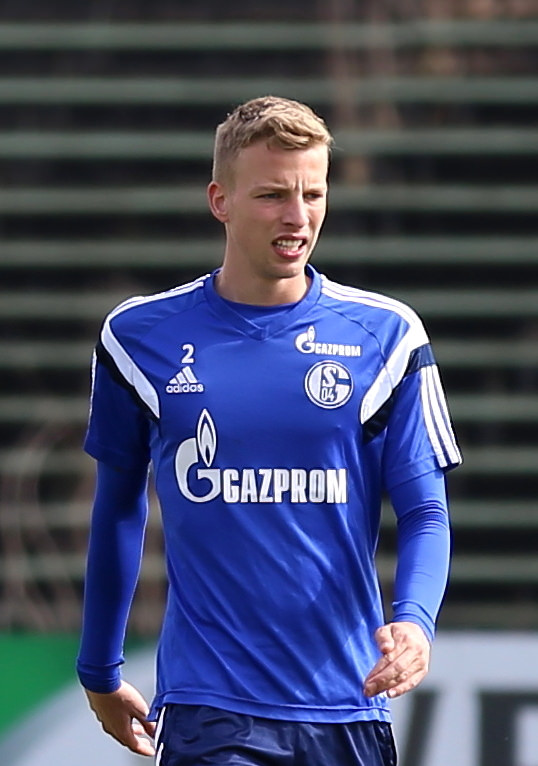
Marvin Friedrich (* 1995)

- Friedrich, Matthias (* 1960), deutscher Schauspieler, Puppenspieler, Dozent, Synchronsprecher und Regisseur
- Friedrich, Matthias (* 1992), deutscher Lyriker, Übersetzer und Literaturkritiker
- Friedrich, Max, deutscher Fußballspieler
- Friedrich, Max (* 1945), österreichischer Kinder- und Jugendpsychiater
- Friedrich, Maximilian (* 1987), deutscher Kommunalpolitiker
- Friedrich, Melissa (* 1997), deutsche Fußballspielerin
- Friedrich, Michael (* 1951), deutscher Politiker (Die Linke), MdV, MdB, MdL
- Friedrich, Michael (* 1955), deutscher Sinologe
- Friedrich, Michael (* 1966), deutscher Gynäkologe
- Friedrich, Michael W., deutscher Biologe, Hochschullehrer

###### Friedrich, N
- Friedrich, Nadine (* 1984), österreichische Fernsehmoderatorin
- Friedrich, Natalie, deutsche Fußballtorhüterin
- Friedrich, Nikolaus (1865–1914), deutscher Bildhauer
- Friedrich, Nikolaus (* 1956), deutscher Klarinettist
- Friedrich, Niobe (* 1964), deutsche Fußballtorhüterin
- Friedrich, Norbert (* 1962), deutscher Historiker und evangelischer Theologe

###### Friedrich, O
- Friedrich, Orsolya (* 1977), ungarische Philosophin, Ärztin und Hochschullehrerin
- Friedrich, Oskar (1832–1915), deutscher Pädagoge und Autor
- Friedrich, Oswald (1863–1935), deutscher Politiker (DNVP) und Mitglied des Sächsischen Landtages
- Friedrich, Othmar Michael (1902–1991), österreichischer Geowissenschafter
- Friedrich, Otto (1862–1937), österreichischer Maler
- Friedrich, Otto (1869–1955), deutscher Journalist und Senator der Hansestadt Lübeck
- Friedrich, Otto (1883–1978), deutscher Oberkirchenrat und Kirchenjurist
- Friedrich, Otto (1940–2008), deutscher Radsportfunktionär
- Friedrich, Otto A. (1902–1975), deutscher Unternehmer

###### Friedrich, P
- Friedrich, Paul (1856–1918), deutscher Geologe und Gymnasiallehrer
- Friedrich, Paul Leopold (1864–1916), deutscher Chirurg, Hochschullehrer und Sanitätsoffizier
- Friedrich, Peter (1902–1987), deutscher Architekt und Mathematiker
- Friedrich, Peter (1942–2021), deutscher Politiker (SPD), MdL, MdB
- Friedrich, Peter (* 1972), deutscher Politiker (SPD), MdBPeter Friedrich (* 1972)

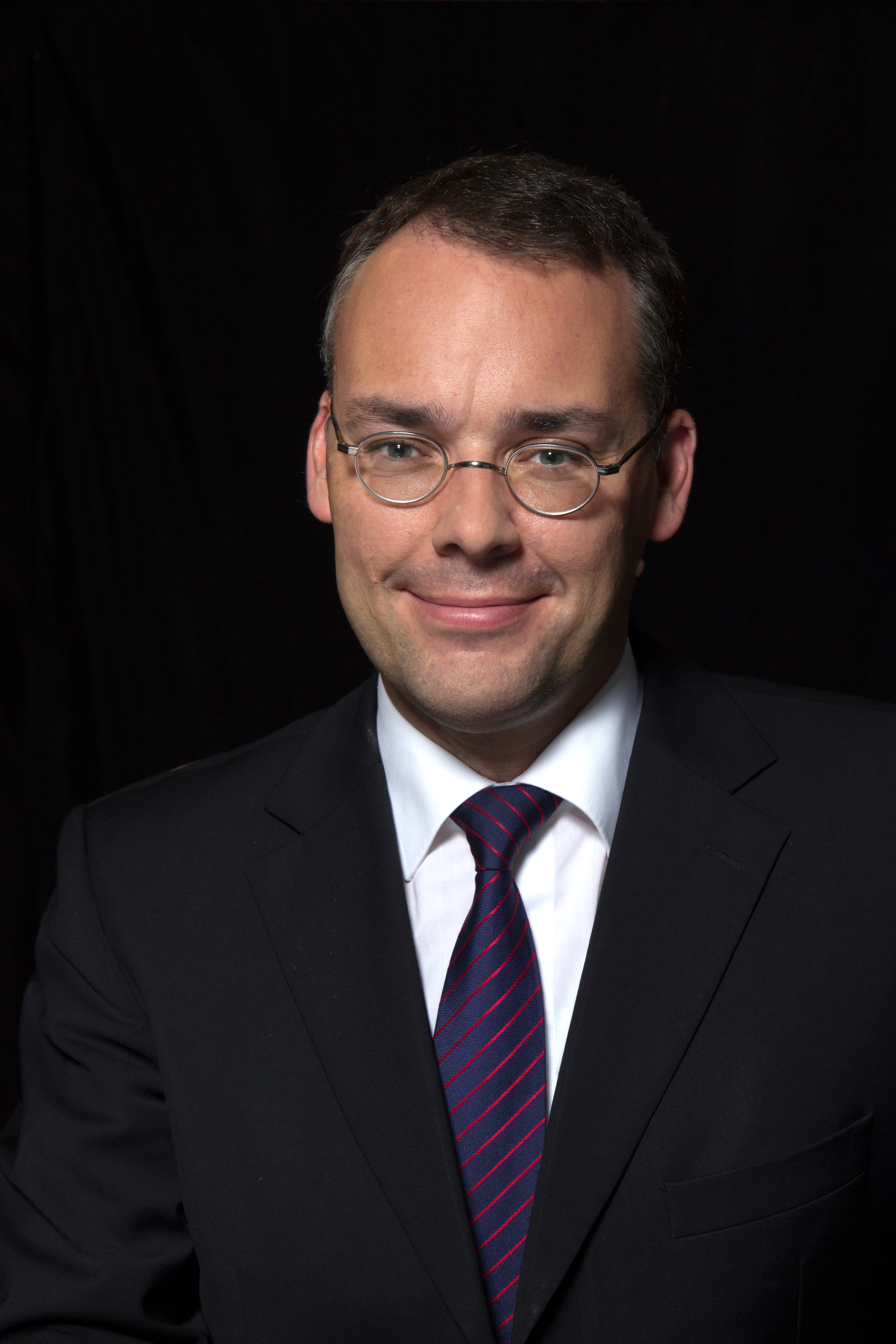
Peter Friedrich (* 1972)

- Friedrich, Peter Joachim (* 1938), deutscher Ökonom
- Friedrich, Petra (* 1973), österreichische Schauspielerin

###### Friedrich, R
- Friedrich, Raimund (* 1947), deutscher Maler und Zeichner
- Friedrich, Ralf (* 1940), deutscher Ingenieurwissenschaftler, Hochschullehrer und Lokalpolitiker (SPD)
- Friedrich, Ralf (* 1946), deutscher Terrorist der Roten Armee Fraktion
- Friedrich, Reinhard (1928–2014), deutscher Fotograf
- Friedrich, Reinhard (1957–2016), deutscher Theater- und Filmschauspieler
- Friedrich, Reinhold (* 1958), deutscher Trompeter sowie Hochschullehrer
- Friedrich, Ricardo (* 1993), brasilianischer Fußballspieler
- Friedrich, Richard (1848–1916), deutscher Bautechniker
- Friedrich, Rob (* 1961), US-amerikanischer Basketballtrainer
- Friedrich, Robert (1901–1986), deutscher Politiker (NSDAP), Oberbürgermeister von Wuppertal
- Friedrich, Robin (* 2003), deutscher Fußballspieler
- Friedrich, Rose (1877–1953), deutsche Malerin und Grafikerin
- Friedrich, Roy (* 1988), deutscher Volleyballspieler
- Friedrich, Rudolf (1923–2013), Schweizer Politiker (FDP)
- Friedrich, Rudolf (* 1936), deutscher Politiker (CDU), MdL
- Friedrich, Rudolf (1956–2012), deutscher theoretischer Physiker und Hochschullehrer

###### Friedrich, S
- Friedrich, Sabine (* 1958), deutsche Autorin
- Friedrich, Sebastian (* 1985), deutscher Sozialwissenschaftler, Journalist und PublizistSebastian Friedrich (* 1985)

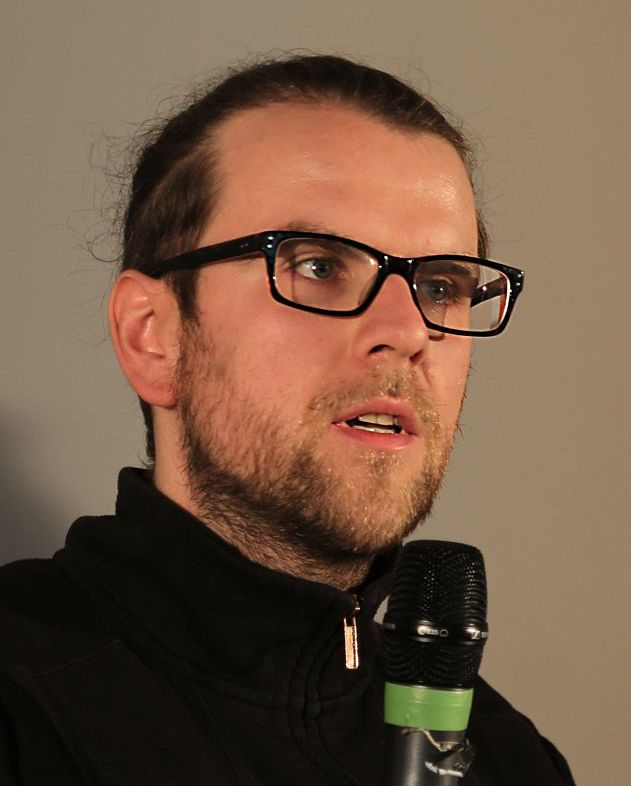
Sebastian Friedrich (* 1985)

- Friedrich, Sonya (* 1960), Schweizer Künstlerin
- Friedrich, Su (* 1954), US-amerikanische Filmschaffende
- Friedrich, Sven (* 1963), deutscher Theaterwissenschaftler und Museumsdirektor
- Friedrich, Sven (* 1974), deutscher Musiker, Sänger und ProduzentSven Friedrich (* 1974)

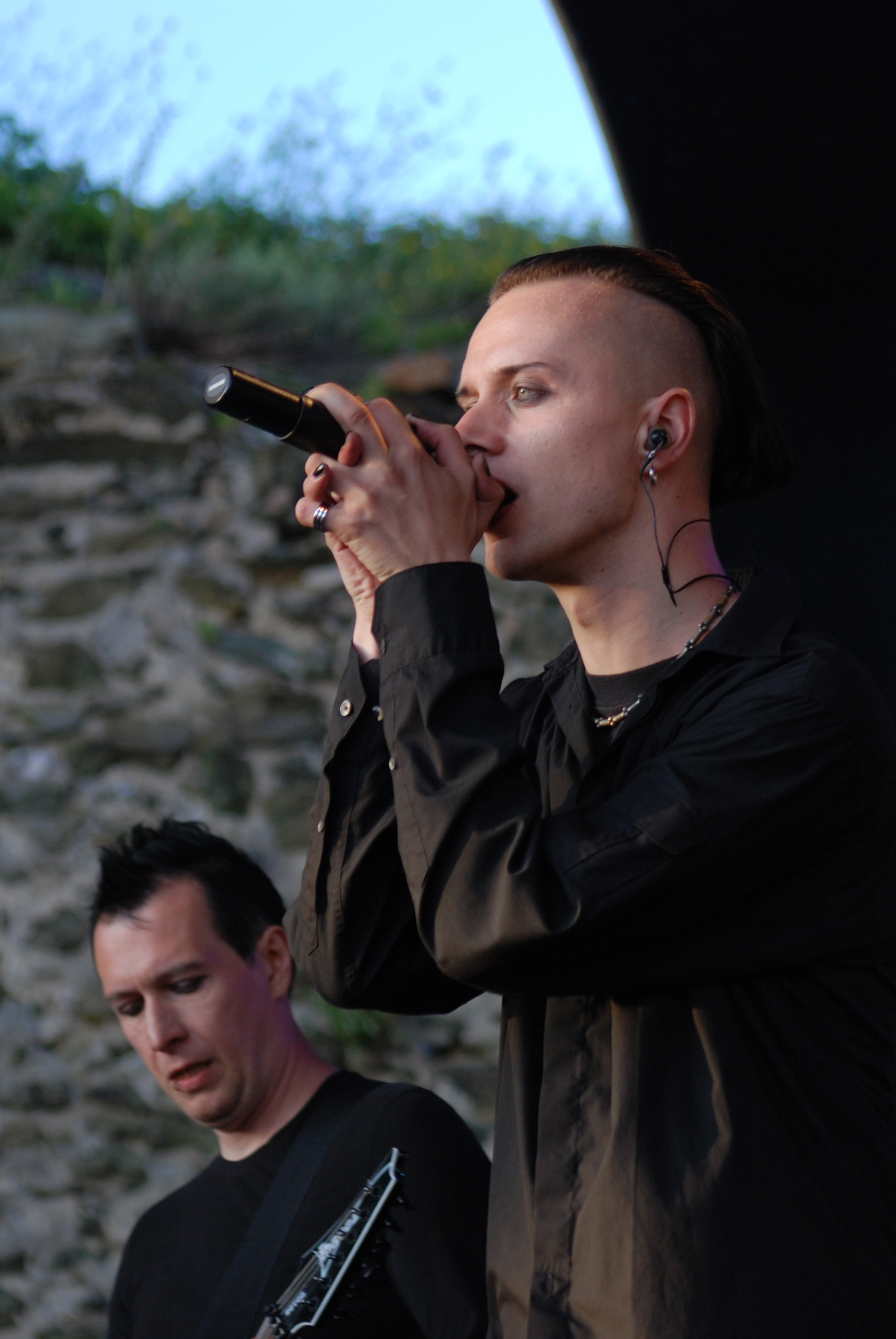
Sven Friedrich (* 1974)

###### Friedrich, T
- Friedrich, Tadeusz (1903–1976), polnischer Säbelfechter
- Friedrich, Theodor (1829–1891), deutscher Architekt und kommunaler Baubeamter, Stadtbaurat von Dresden
- Friedrich, Theodor (1879–1947), deutscher Philologe, Reformpädagoge, Publizist und Goetheforscher
- Friedrich, Theodor Heinrich (1776–1819), deutscher Schriftsteller
- Friedrich, Thomas (1948–2011), deutscher Publizist
- Friedrich, Thomas (1949–2018), deutscher Mathematiker
- Friedrich, Thomas (* 1959), deutscher Philosoph und Designwissenschaftler
- Friedrich, Timo (* 1998), österreichischer Fußballspieler
- Friedrich, Torsten (* 1971), deutscher Handballspieler

###### Friedrich, U
- Friedrich, Udo (* 1956), deutscher Germanist
- Friedrich, Ursula (1923–1978), deutsche Politikerin (CDU), MdV, Redakteurin

###### Friedrich, V
- Friedrich, Volker (* 1961), deutscher Publizist
- Friedrich, Volker (* 1963), deutscher Schwimmer

###### Friedrich, W
- Friedrich, Walter, deutscher Fußballspieler
- Friedrich, Walter (1883–1968), deutscher Biophysiker und Politiker, MdV
- Friedrich, Walter (1929–2015), deutscher Psychologe, Pädagoge, Jugendforscher und Autor
- Friedrich, Werner (1886–1966), deutscher Verwaltungsjurist, Regierungspräsident in Königsberg
- Friedrich, Wilhelm (1851–1925), deutscher Verleger
- Friedrich, Wilhelm (1887–1945), deutscher Landrat
- Friedrich, Wilhelm (1904–1962), deutscher Gestapobeamter, Täter des Holocaust
- Friedrich, Wilhelm Richard (1816–1898), deutscher Jurist, Senatspräsident am Reichsgericht
- Friedrich, Woldemar (1846–1910), deutscher Maler und Illustrator
- Friedrich, Wolf (1908–1952), deutscher Schriftleiter
- Friedrich, Wolf Matthias (* 1957), deutscher Sänger
- Friedrich, Wolf-Hartmut (1907–2000), deutscher klassischer Philologe
- Friedrich, Wolfgang (* 1947), deutscher Bildhauer
- Friedrich, Wolfgang-Uwe (1952–2023), deutscher Politikwissenschaftler

###### Friedrich, Z
- Friedrich, Zalman (1911–1943), bundistischer Widerstandskämpfer im Warschauer Ghetto

###### Friedrich-F
- Friedrich-Freksa, Hans (1906–1973), deutscher Biologe, Biochemiker und Virologe
- Friedrich-Freksa, Jenny (* 1974), deutsche Journalistin und Autorin

###### Friedrich-G
- Friedrich-Gronau, Lore (1905–2002), deutsche Bildhauerin und Illustratorin

###### Friedrichs
- Friedrichs, Alexander (1838–1895), deutscher Landwirt und Politiker (NLP), MdR
- Friedrichs, Christian (1787–1849), deutscher Verwaltungsjurist
- Friedrichs, Elisabeth (1910–1990), deutsche Bibliothekarin in Tübingen
- Friedrichs, Fritz (1882–1928), deutscher Maler des Post-Impressionismus
- Friedrichs, George (1940–1991), US-amerikanischer Segler
- Friedrichs, Günter (1928–2012), deutscher Analytiker der sozialen Folgen der Automation und langjähriger Leiter der Abteilung Automation beim Vorstand der IG Metall
- Friedrichs, Hanns (1928–2012), deutscher Modegestalter
- Friedrichs, Hanns Joachim (1927–1995), deutscher Fernsehmoderator
- Friedrichs, Hans (1875–1962), deutscher Generalmajor und Oberbürgermeister von Potsdam
- Friedrichs, Hans (1914–1979), deutscher Politiker (CDU), MdBB
- Friedrichs, Hans Adolf (1931–2020), deutscher Metallurg
- Friedrichs, Helmuth (1899–1945), deutscher Politiker (NSDAP), MdR und SS-Führer
- Friedrichs, Horst (* 1943), deutscher Heftroman-Autor und -übersetzer
- Friedrichs, Julia (* 1979), deutsche Journalistin und AutorinJulia Friedrichs (* 1979)

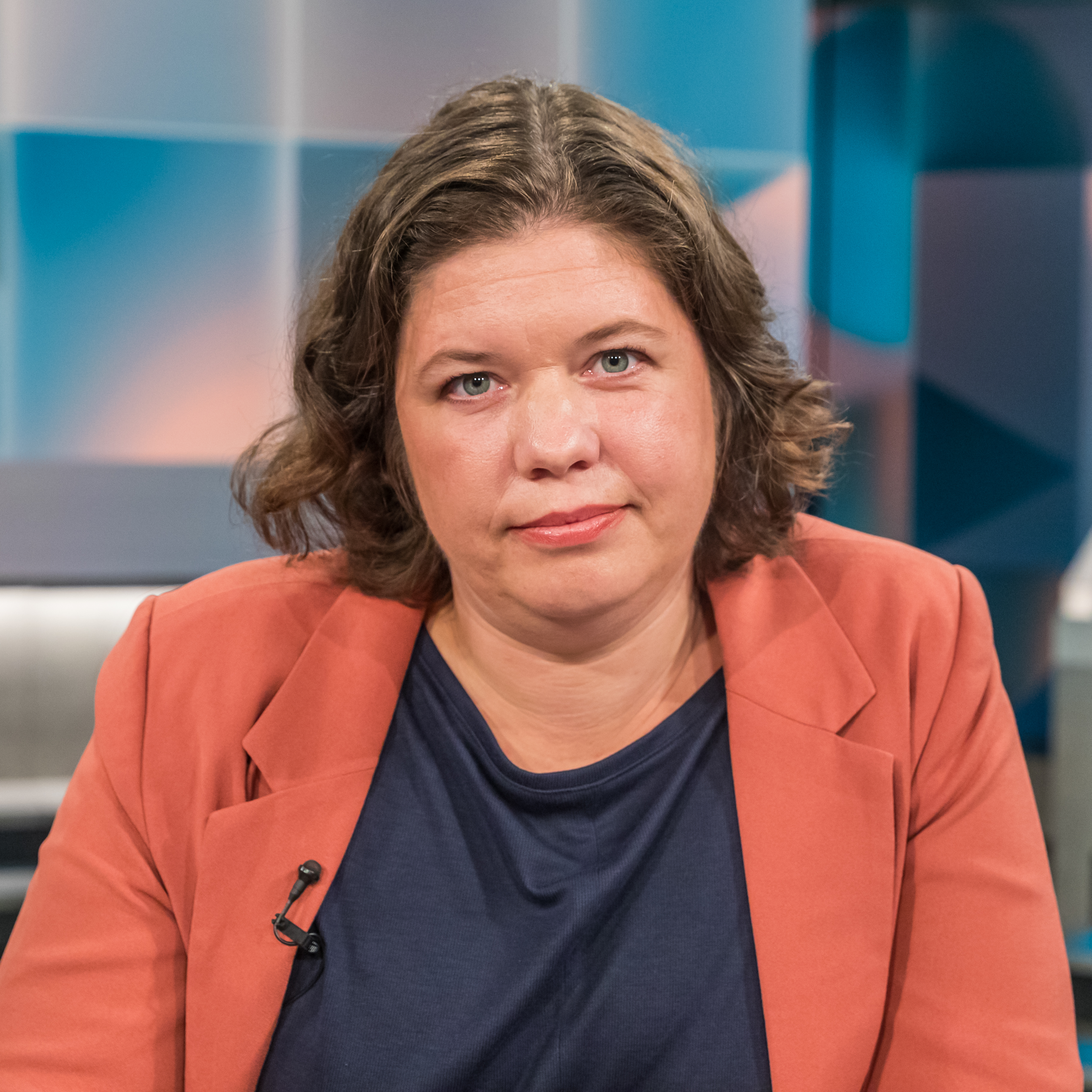
Julia Friedrichs (* 1979)

- Friedrichs, Jürgen (1938–2019), deutscher Soziologe
- Friedrichs, Kurt (* 1901), deutsch-amerikanischer Mathematiker
- Friedrichs, Lambert (1896–1977), deutscher Kommunalpolitiker und Funktionär der NSDAP
- Friedrichs, Nellie H. (1908–1994), französische Pädagogin
- Friedrichs, Paul (1859–1928), deutscher Unternehmer in der Ziegeleiindustrie
- Friedrichs, Paul (1940–2012), deutscher Motocross-Weltmeister
- Friedrichs, Pola (* 2015), deutsche Schauspielerin
- Friedrichs, Ralf (* 1964), deutscher Autor und Moderator
- Friedrichs, Reinhold (1886–1964), deutscher römisch-katholischer Geistlicher
- Friedrichs, Rudolf (1860–1924), deutscher Architekt und Kommunalpolitiker in Hannover
- Friedrichs, Rudolf (1892–1947), deutscher Politiker (SPD, SED), Oberbürgermeister von Dresden, Ministerpräsident des Freistaates Sachsen (1945–1947)
- Friedrichs, Werner (* 1936), deutscher Maler und Grafiker
- Friedrichs, Willy (* 1908), deutscher Synchronsprecher und Schauspieler
- Friedrichs-Friedlaender, Michael (* 1950), deutscher Metallplastiker und Bildhauer
- Friedrichsen, Ernestine (1824–1892), deutsche Genremalerin
- Friedrichsen, Gisela (* 1945), deutsche Gerichtsreporterin und Autorin
- Friedrichsen, Maike (* 1970), deutsche Beachvolleyballspielerin
- Friedrichsen, Maike (* 1974), deutsche Juristin und Diplomatin
- Friedrichsen, Mike (* 1960), deutscher Hochschullehrer
- Friedrichsen, Paul (1893–1969), deutscher Künstler und Scherenschneider
- Friedrichsen, Peter (1790–1873), deutscher lutherischer Theologe und Geistlicher
- Friedrichsen, Uwe (1934–2016), deutscher Schauspieler, Hörbuch- und SynchronsprecherUwe Friedrichsen (1934–2016)

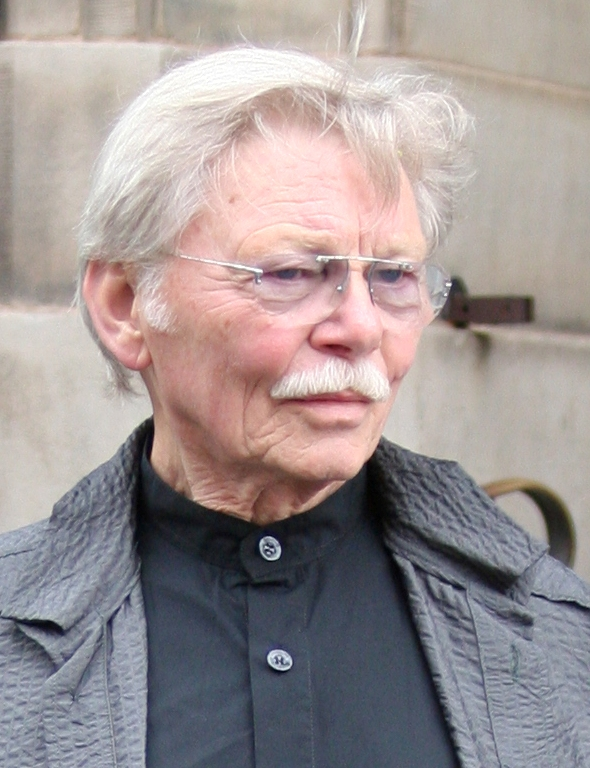
Uwe Friedrichsen (1934–2016)

- Friedrichson, Eckart (1930–1976), deutscher Schauspieler
- Friedrichson, Peter (1946–2023), deutscher Schauspieler
- Friedrichson, Sabine (* 1948), deutsche Illustratorin
- Friedrichsthal, Emanuel von (1809–1842), österreichischer Reiseschriftsteller

#### Friedris
- Friedriszik, Dirk (* 1971), deutscher Politiker (SPD), MdL
- Friedriszik, Heinz-Walter (1953–2016), deutscher Fotojournalist und Kölner Mundartsänger